# Frankenstein (Roman)

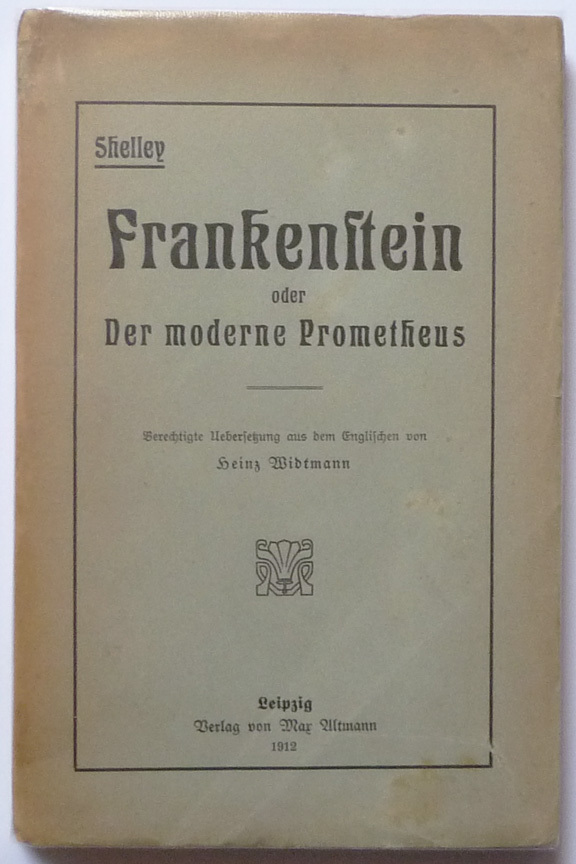
Deutsche Erstausgabe, Max Altmann, Leipzig 1912

Frankenstein oder Der moderne Prometheus (englischer Originaltitel: Frankenstein; or, The Modern Prometheus), kurz auch Frankenstein genannt, ist der Titel eines 1818 zunächst anonym veröffentlichten Romans von Mary Shelley, der die Geschichte des Schweizers Victor Frankenstein erzählt. Frankenstein gelingt es als jungem Wissenschaftler, einen künstlichen Menschen zu erschaffen, der auf grausame Weise in das Leben seines Schöpfers eingreift. Die Figur von Frankensteins Geschöpf wurde als Frankensteins Monster zu einer Ikone der Populärkultur und gehört zu den bekanntesten Monstern der Filmgeschichte.
Frankenstein ist mit seiner Betonung von Intuition, Empfindsamkeit und intensivem Erleben der Natur „eine Art Kompendium romantischer Ideen und Motive“ der englischen Romantik am Beginn des 19. Jahrhunderts.

## Inhalt
In der Rahmenerzählung nimmt ein vom wohlhabenden Privatmann Robert Walton gechartertes Expeditionsschiff in der Arktis den schwerkranken Victor Frankenstein auf dem Weg zum Nordpol an Bord, der dem Abenteurer seine Lebensgeschichte erzählt.

Victor hat sich während seiner Jugend in Genf wissensdurstig mit den Werken der Alchemisten Cornelius Agrippa, Albertus Magnus und Paracelsus beschäftigt und reist im Alter von 17 Jahren nach Ingolstadt, um an der dortigen Universität Naturwissenschaften zu studieren. Er ist ein sehr begabter Student, macht rasante Fortschritte und wendet sich doch einem der großen alchemistischen Themen wieder zu, der Erschaffung künstlichen Lebens. Schließlich entdeckt er das Geheimnis, wie man toten Stoffen Leben einhaucht, und beschließt, ein menschliches Wesen zu erschaffen.

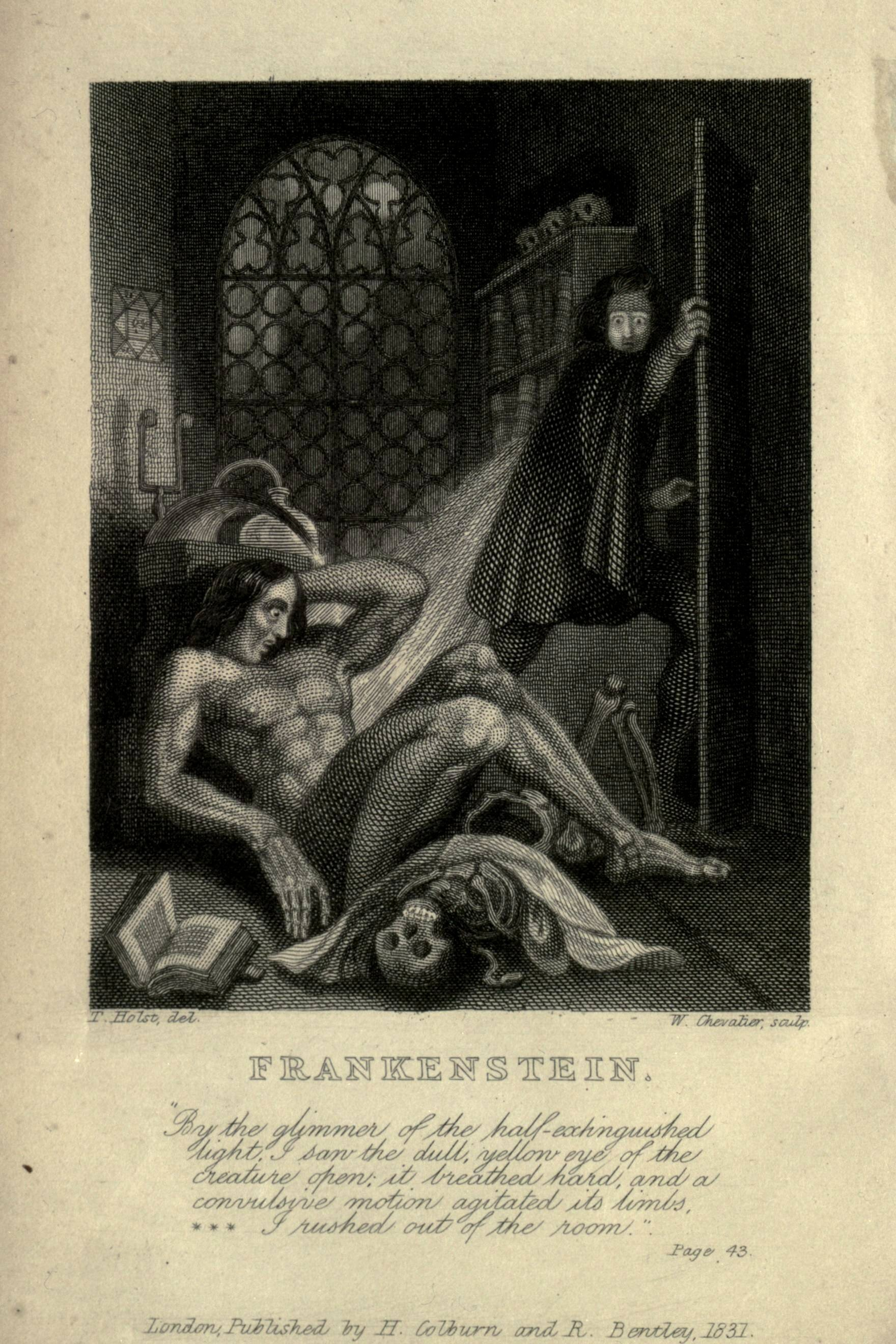
Frankenstein und sein Geschöpf. Illustration von Theodor von Holst und W. Chevalier (1831)

Monatelang trägt er die notwendigen Materialien und Apparaturen in seiner Wohnung zusammen, und als ihm schließlich die Verlebendigung der Teile gelingt, ist er von der Größe und dem Aussehen seines Geschöpfes entsetzt. Er flieht aus seinem privaten Labor und trifft auf seinen Jugendfreund Henry Clerval, der ebenfalls zum Studium in Ingolstadt ist und auch, weil er sich wie Frankensteins Familie wegen des jahrelangen Ausbleibens von Nachrichten Sorgen um Victor machte. Victor erkrankt schwer nach der monatelangen Überarbeitung und dem Schock durch das Aussehen seines Geschöpfes, aber überlebt durch die Pflege seines Freundes. Nach der Genesung beschäftigen sich beide mit dem Studium von Sprachen, und Frankenstein gelingt es weitgehend, seine revolutionäre Tat zu verdrängen.
Sechs Jahre nach Beginn seines Studiums und zwei Jahre nach der Flucht vor seinem Geschöpf erhält er die Nachricht, dass sein jüngster Bruder Wilhelm ermordet worden sei. Noch in der Nacht seiner Ankunft in der Heimatstadt Genf erblickte er die riesenhafte Gestalt seines Geschöpfes und vermutet in ihm den Mörder, obgleich an dessen Stelle das Hausmädchen der Frankensteins als vermeintliche Täterin hingerichtet wird. Da er annimmt, bei einem Bericht über seine Erfindung von Leben und den mutmaßlichen Täter für wahnsinnig gehalten zu werden, wird sein Schweigen für den Rest seines Lebens von wachsenden Schuldgefühlen begleitet.
In gedrücktester Stimmung begleitet er seine Familie auf Ausflüge in die Umgebung und trifft dabei – allein – auf sein Geschöpf. Es hat in seinen zwei Lebensjahren durch bloßes Zuhören sprechen gelernt und eine erstaunliche Bildung erworben. Das Geschöpf erzählt Frankenstein viele Stunden von seinem tugendhaften Verhalten, seinen enormen Lernfortschritten, von seiner Einsamkeit – und vom Hass und der Verfolgung durch Menschen, sobald es sich ihnen gezeigt habe: „Ich war gütig und gut. Nur das Elend ließ mich böse werden. [...] Ich bin bösartig, weil ich unglücklich bin.“ Es fordert von seinem Schöpfer, seine Einsamkeit durch eine ihm entsprechende Gefährtin zu beenden. Da die Gemeinschaft gleicher Lebewesen für Menschen selbstverständlich sei, könne er das auch für sich von seinem Schöpfer fordern. Frankenstein erwägt zwar auch die Androhung der Rache an der Menschheit für den Fall seiner Weigerung, aber schließlich stimmt Frankenstein der Forderung aus Verantwortung für sein Geschöpf zu.
Unter einem Vorwand reist er gemeinsam mit Henry nach England und weiter nach Schottland, um auf einer kleinen Insel der Orkneys sein Werk zu vollenden. Doch er bekommt Zweifel, ob nicht das zweite Wesen genauso schlecht und böse werden könnte wie das erste. Außerdem argwöhnt er, die beiden Kreaturen könnten Kinder zeugen, die Generationen später eine Bedrohung für die Menschen würden. Daher vernichtet er sein fast vollendetes Werk vor den Augen des Monsters, das ihm heimlich gefolgt ist und rasend vor Zorn Frankensteins Freund erwürgt.
Frankenstein kehrt nach Genf zurück und heiratet seine Cousine Elisabeth, die von seinem Geschöpf noch in der Hochzeitsnacht getötet wird. Als wenige Tage später auch noch Victors Vater an gebrochenem Herzen stirbt, entschließt Frankenstein sich, das Monster zu töten. Er folgt seiner Spur bis in die Eiswüsten der Arktis, wo Frankenstein wenige Tage vor seinem Tod von Waltons Expeditionsschiff aufgenommen wird.
Nachdem das Eis Waltons Schiff wieder freigegeben hat, sieht sich dieser auf Grund einer nahenden Meuterei gezwungen, gegen seinen Willen die Heimkehr anzutreten. In einer darauffolgenden Nacht kommt Frankensteins Kreatur an Bord und findet ihren Schöpfer tot. In tiefer Trauer über ihre schlechten Taten und Abscheu vor sich selbst kehrt sie auf das Eis zurück, um im Feuer eines Scheiterhaufens den Tod zu finden. Walton, Frankenstein und letztlich auch das Monster sind auf dem Weg zu ihren Zielen gescheitert.

## Hauptpersonen

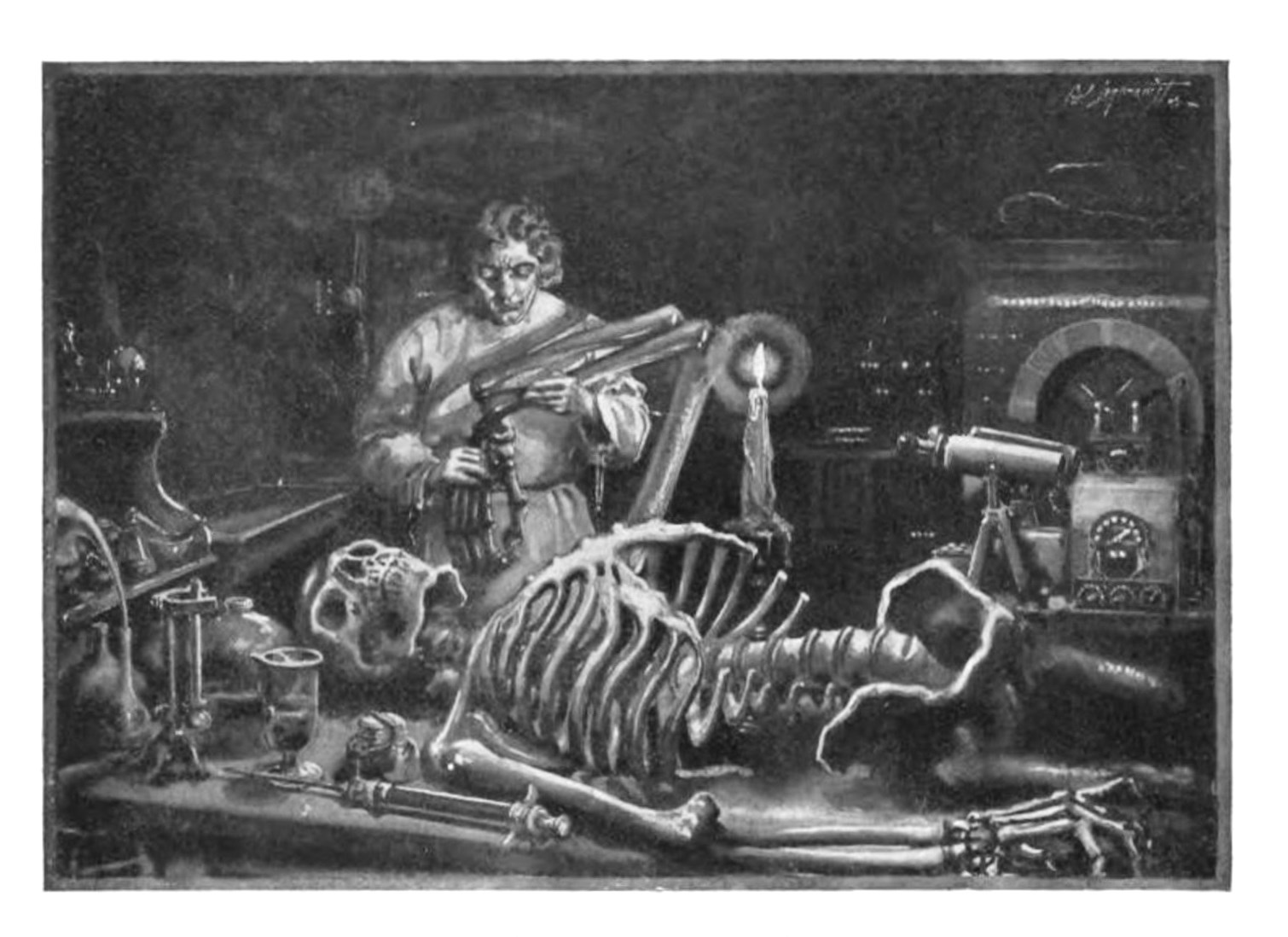
Viktor Frankenstein in seinem Labor, künstlerische Darstellung in Publikation 1922

Victor Frankenstein
Victor Frankenstein wird als erstes Kind von Caroline und Alphonse Frankenstein in Neapel geboren und wächst in Genf in einer angesehenen und wohlhabenden Familie auf. Er ist wissensdurstig und liest früh alchemistische Schriften. Als erfolgreicher Student der Universität Ingolstadt entdeckt er eine Möglichkeit, künstliches Leben zu schaffen, doch das Ergebnis seiner Tat entsetzt ihn.
Frankensteins Geschöpf
Die namenlose Kreatur, im Roman von seinen menschlichen Feinden auch Monster, Teufel oder Unhold genannt, entsteht aus unbekannten Materialien in einem nicht beschriebenen Verfahren. Es ist etwa 2,40 Meter groß, besitzt außerordentliche Kräfte, kann Kälte und Hitze viel leichter als Menschen ertragen und benötigt nur wenig Nahrung. „Seine gelbliche Haut bedeckte kaum das darunter liegende Geflecht aus Muskeln und Arterien. Sein Haar war glänzend schwarz und lang, seine Zähne weiss wie Perlen, aber diese Pracht bildete lediglich einen noch erschreckenderen Kontrast zu seinen wässerigen Augen, die beinahe dieselbe Farbe hatten wie die schmutzig grauen Höhlen, in die sie eingesetzt waren, zu seiner welken Gesichtsfarbe und seinen schmalen, schwarzen Lippen.“
Das Geschöpf, anfangs weder böse noch gut, sondern eher naiv, nimmt erst mit der Zeit seine Umwelt wahr, lernt viel und schnell, macht Erfahrungen, die schließlich dazu führen, dass es eine Identität, ein „Ich“ und ein Bewusstsein seiner Missgestalt entwickelt. Es stößt jedoch trotz seiner freundlich gemeinten Annäherungsversuche mehrmals auf feindliches Verhalten der Menschen, und Enttäuschung, Traurigkeit und Selbstmitleid schlagen in Hass gegen die Menschen um. Sein größtes Leid ist seine Einsamkeit, weshalb es sich auf die Suche nach seinem Schöpfer macht, damit dieser ein zweites Geschöpf, eine Frau, schaffen solle. Als Frankenstein das zweite Geschöpf vor der Erweckung zerstört, beschließt die Kreatur, sich an seinem Schöpfer zu rächen und ihm jene Art Schmerzen zuzufügen, an denen er selbst leidet. Daher tötet es ausschließlich Menschen aus dem Umfeld Frankensteins.
Robert Walton
Robert Walton, ein ehrgeiziger und wohlhabender junger Mann, unternimmt aus Ruhmsucht eine Schiff und Leben der Besatzung in Gefahr bringende Expedition zum Nordpol. Während sein Schiff vom Eis eingeschlossen ist, trifft er auf den schwerkranken Victor Frankenstein, den er pflegt und der ihm vor seinem baldigen Tod seine Geschichte erzählt. Waltons Briefe an seine Schwester umrahmen die eigentliche Handlung.
Elisabeth Lavenza
Mit fünf Jahren wird sie von der Familie Frankenstein adoptiert und als Victors Cousine aufgezogen. Mit dem gleichaltrigen Victor verbindet sie eine enge Beziehung, die in eine Heirat mündet. In der Hochzeitsnacht wird sie von dem Monster aus Rache ermordet.
Alphonse Frankenstein
Alphonse Frankenstein, der Vater von Victor und seinen Brüdern, war früher ein angesehener Ratsherr, ist inzwischen alt und kränklich. Die vielen Unglücksfälle setzen ihm zu, und er stirbt nur wenige Tage nach dem Mord an Elisabeth an gebrochenem Herzen.
Wilhelm Frankenstein (im englischen Original: William)
Wilhelm Frankenstein ist der jüngste Bruder von Victor. Als er beim Versteckspiel auf das Monster trifft, wird er von diesem erwürgt. Es ist nicht eindeutig, ob es sich um einen vorsätzlichen Mord oder um ein Unglück handelt, weil das Monster seine Kräfte nicht richtig kontrollieren konnte. Wilhelm ist sein erstes Opfer, und die Kreatur erkennt, dass es Unglück verbreiten kann und nicht nur erleiden muss.
Justine Moritz
Justine Moritz wird mit zwölf Jahren von Caroline Frankenstein, der Mutter Victors, in den Haushalt aufgenommen und ist von da an Dienerin und Gesellschafterin. Sie ist der gesamten Familie sehr zugetan und macht sich daher sofort auf die Suche nach dem vermissten Wilhelm. Als sie vor Erschöpfung in einer Scheune einschläft, schiebt das Monster ihr Wilhelms Medaillon unter. Justine wird deshalb des Mordes an dem Knaben schuldig gesprochen und hingerichtet. Victor hat zwar sein Geschöpf in der Nähe des Tatorts gesehen, aber er schweigt und wird aus Scham Komplize des Fehlurteils.
Henry Clerval
Henry Clerval ist der Sohn eines Genfer Kaufmanns und wichtigster Freund Victors. Er ist die einzige männliche Figur, die Neugier und Wissensfreude mit sozialer Verantwortung verbinden kann. Clerval folgt Frankenstein an die Universität Ingolstadt und begleitet ihn später auch nach England und Schottland. Als Victor sein zweites Geschöpf noch vor dessen Vollendung zerstört, erwürgt das Monster Henry aus Rache, was die Wende in Victors Schicksal beschleunigt.
Ernest Frankenstein
Ernest Frankenstein, sieben Jahre jünger als Victor und der mittlere der Brüder, ist am Ende der Einzige der Familie Frankenstein, der die Tragödie überlebt.

## Prometheus-Motiv
Im Gegensatz zum Populärverständnis fokussiert der Titel die Aufmerksamkeit nicht auf das Geschöpf, sondern auf seinen Schöpfer, der nicht nur namentlich hervorgehoben, sondern auch in der Titelergänzung mit dem griechischen Mythos von Prometheus, dem Kulturbringer der Menschheit und Mitverursacher ihrer Plagen, verbunden wird.

### Antiker Prometheus

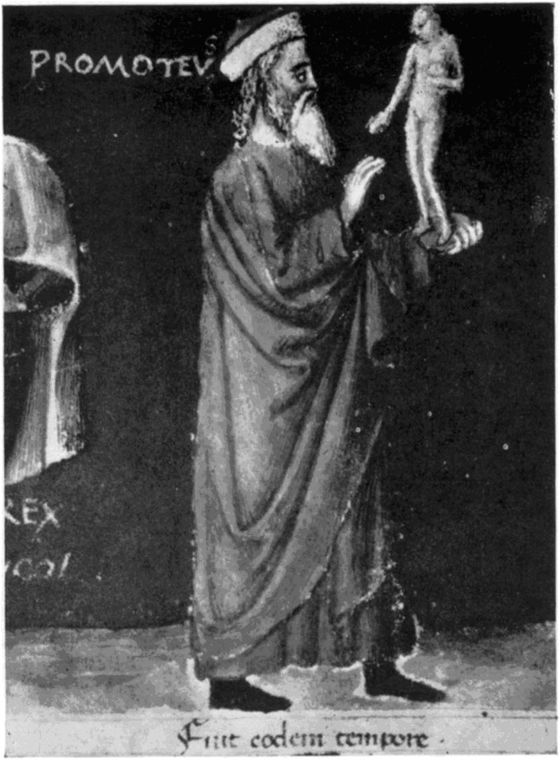
Prometheus als Schöpfer. Buchmalerei von Leonardo da Besozzo.15. Jahrhundert

Im antiken Prometheus-Mythos wird mehrfach die Erschaffung von Menschen erwähnt: Einer Variante des Mythos nach hat Prometheus, einer der Zeus unterlegenen Titanen, als Demiurg die ersten Menschen aus Lehm geschaffen. Der rebellische, geniale, aber auch selbstherrliche Prometheus hat dann den Menschen gegen das Verbot der neuen Götterdynastie der Olympier – je nach Ausgestaltung des Mythos – das Feuer und die Zivilisation gebracht, wodurch sie von den Göttern unabhängiger wurden. Einem weiteren Mythos nach heiratet sein Bruder Epimetheus die von Hephaistos aus Lehm geschaffene Pandora, die die als Strafe für Prometheus´ Ungehorsam gedachten Übel in die Menschenwelt entlässt und damit das Goldene Zeitalter beendet.

### Alchemie
Auch Frankenstein orientiert sich zunächst an den alten Göttern, den großen Alchimisten Albertus Magnus, Agrippa von Nettesheim und Paracelsus, die von den Adepten der modernen Naturwissenschaft, den naturwissenschaftlichen Professoren der Universität Ingolstadt, ignoriert und fast einhellig für Unsinn erklärt werden; aber das im Kontext der Alchemie relevante Thema der Herstellung lebender Wesen oder Homunculi inspiriert Frankensteins weitere isolierte Forschung zu einem prometheischen Akt der Auflehnung gegen die moderne Naturwissenschaft. Die Autorin hat trotz ihrer aufklärerischen Position und des Atheismus ihres Gatten Percy Bysshe Shelley darauf verzichtet, diesen Moment der Verlebendigung der Kreatur als Konkurrenzerzählung zur biblischen Schöpfungsgeschichte zu inszenieren.

### Klassik und Romantik
Der Prometheus-Mythos wurde Jahrzehnte vor der Veröffentlichung von Frankenstein 1818 mehrfach in der deutschen Klassik und Frühromantik in der Perspektive der Auflehnung gegen Tyrannei bearbeitet, unter anderen von Goethe, Herder und Schlegel. Der zum Kreis der englischen Romantiker zählende Percy Bysshe Shelley, den Mary Shelley 1816 geheiratet hatte, begann 1818 sein Drama Prometheus Unbound (Der entfesselte Prometheus), in welchem die Befreiung von Prometheus erst nach Zeus´ Entmachtung gelingt. Im historischen Kontext der zur Herrschaft Napoleons führenden französischen Revolution und der antidemokratischen Heiligen Allianz der Monarchien Russlands, Österreichs und Preußens hat dieses Drama eine aufklärerische, rebellische Stoßrichtung. Die Romantik in England und in Deutschland war „eine Bewegung blutjunger Intellektueller [...], die in einer Zeit des Zusammenbruchs einer etablierten sozialen Ordnung lebten und im Zusammenhang damit eine Philosophie des autonomen Ichs entwarfen.“ Aber „in Mary Shelleys späterer Fassung des Romans wurden viele jener Stellen gestrichen, die Aufschluss über umstrittene Lektüren und radikale Ideen geben konnten, welche die junge Autorin beeinflusst hatten.“

## Form
Im Rahmen eines Briefromans erzählen mehrere Ich-Erzähler die Geschichten des Nordmeerforschers Robert Walton und v. a. des Schweizers Victor Frankenstein und seines Geschöpfes.

### Berichte in Briefform
Die Handlung beginnt und endet mit den Briefen eines Entdeckungsreisenden an seine Schwester in London, in denen er von seiner Reise und der Bekanntschaft mit Victor Frankenstein berichtet. Genauer betrachtet ist es ein Bericht in Briefform über den Bericht Frankensteins, der den Bericht seines Geschöpfes wiedergibt, das den Bericht der De Laceys über ihre Verbannung aus Frankreich zusammenfasst, soweit es ihn aus seinem Unterschlupf mithören konnte. Diese Verknüpfung in Form der Bericht-Berichte drängt alle Ereignisse und damit auch den Akt der Schöpfung neuen Lebens in die Dunkelheit eines extremen Hörensagens, der unwahrscheinlichen, nicht-empirischen Fakten. Damit realisiert der Roman schon in seiner Struktur die grundsätzliche Skepsis der englischen Romantik gegenüber Rationalität und empirischer Wissenschaft: Die Erzählung habe ihren Ursprung „in der Romantik, deren ´gotisierende´ Vorliebe für die Nachtseiten des Lebens und das Unbekannte jenseits des menschlichen Erfahrungsbereichs vielfachen Niederschlag in Literatur und Kunst gefunden hat.“

### Figurenspiegelung
Die Figurenkonstellation gleicht in ihrer Struktur einer doppelten Spiegelung. Einerseits haben die Charaktere der Protagonisten einige Merkmale gemeinsam, sind einander sehr ähnlich und treten als „Brüder im Geiste“ neben- oder gegeneinander auf: „Alle diese Gestalten – Walton, Clerval, das Monster – bilden also gelungene Spiegelungen des Titelhelden in verschiedener Hinsicht.“ Andererseits stehen ihnen jeweils einzelne weiblichen Figuren – flüchtig verbunden – gegenüber: Walton seine Schwester, Frankenstein Elizabeth und dem Geschöpf seine – unvollendete – Partnerin, die als weibliche Pendants die den Männern fehlenden Aspekte repräsentieren. Den „verkopften“ männlichen Figuren spiegeln die weiblichen als Verkörperungen die ihnen fehlenden „Herzen“ und sind so ihre notwendigen Ergänzungen. In dieser „horizontalen“ und „vertikalen“ Struktur der ähnlichen Köpfe mit fehlenden Herzen kann der Roman gelesen werden als „komplexer Doppelgängerroman“.
Eine Konsequenz des Aufbaus aus einander folgenden Berichten ist die Reihung der Ich-Erzähler und die sparsame Verwendung von Dialogen. Eine Ausnahme ist die Zentralstelle, in der das Monster seinen Schöpfer bei einem Ausflug in die Berge stellt und von ihm unter Drohungen fordert, ihm eine Gefährtin zu erschaffen, woraufhin Frankenstein nach dreimaligen Einwänden schließlich zustimmt. Frankenstein scheint aber weniger durch die Drohungen des Monsters als durch seine Argumentation beeinflusst, sein Schöpfer könne ihm nicht die Gesellschaft verweigern, die alle Menschen so hoch schätzten; mit einer Umkehrung des Arguments argumentiert Frankenstein dann gerade damit gegen die Glaubwürdigkeit des Schwurs, mit nur einer ihm, dem Monster, ähnlichen Gefährtin nie mehr die Gesellschaft der Menschen aufzusuchen und sich mit der Gesellschaft seiner Gefährtin zufriedenzugeben.

### Wendepunkt und Forschergewissen
Als Frankenstein die Vorarbeiten für die Partnerin seines Geschöpfes zerstört, die er in der Einsamkeit einer kleinen Orkney-Insel konstruierte, ist der Wendepunkt seines Lebens und des Romans erreicht. Nach der bald folgenden Ermordung seines Freundes Henry Clerval verliert die Figur Frankensteins ihre bisherigen Konturen: Immer stärker drängt es ihn, sich zu seiner Schuld der Erschaffung von Leben zu bekennen, kaum kann er seine bisherigen Andeutungen noch zügeln. Nach einer weiteren schweren Erkrankung fällt er in tiefe Melancholie und Apathie, unterbrochen von „Verzweiflungs- und Angstanfällen“, in denen er oft versucht, „dem Leben, das ich verabscheute, ein Ende zu setzen.“ Aus der „wahnsinnigen Begeisterung“ für die Erreichung alchemistischer Ziele mit naturwissenschaftlichen Methoden wird nun ein die Psyche Frankensteins erfassender realer Wahnsinn, der ihn glauben macht, mit ihn beschützenden Geistern zu kommunizieren.
Der Wendepunkt wird von Shelley auch durch den Umschlag in der Beziehung von Schöpfer und Geschöpf gestaltet. Mit Nachdruck tritt die Kreatur in ihre neue Rolle: „Sklave, ich habe bereits versucht, vernünftig mit dir zu reden, aber du hast dich als meiner Gnade unwürdig erwiesen. […] Du bist mein Schöpfer, doch ich bin dein Herr – gehorche!“ Der neue Herr ist in seinem Furor zugleich auf neue Weise Sklave: Er ordnet sich seinen Racheplänen völlig unter und ist als Herr abhängig davon, dass Frankenstein die Verfolgung nicht aufgibt: Nur in der von ihm gebahnten Verfolgung kann er sich als Herr seines Schöpfers erleben. Frankenstein wird daher auf seinem Rachefeldzug durch sein Geschöpf manipuliert, das ihm durch Wegzeichen, Hinweise und bevorratete Lebensmittel erst die Fortsetzung der Rache ermöglicht. Folgte zunächst das Geschöpf seinem Schöpfer nach Genf, so folgt nun Frankenstein seiner Kreatur auf den absichtlich ihm hinterlassenen Spuren, in dieser Umkehr eine Variante der Dialektik von Herr und Knecht.

### Parallelfiguren
Die Disclaimer-Struktur der verschachtelten Berichte ist nur eine der grundlegenden Wiederholungen oder Analogien in der Struktur des Romans, die die drei Protagonisten, den Entdeckungsreisenden Walton, Frankenstein und sein Geschöpf, in mehreren Aspekten einander annähern oder sogar parallelisieren: Der inneren Nähe oder Wahlverwandtschaft wegen sieht der Entdeckungsreisende bald schon in Frankenstein einen „Bruder meines Herzens“ und das Geschöpf ist sich, bei allen äußeren Unterschieden, seiner Ähnlichkeit mit der Art seines Schöpfers bewusst, einer Ähnlichkeit, die anfangs auch für ihre Charaktere gilt. Die Summe der Gemeinsamkeiten macht die drei Protagonisten trotz aller Unterschiede zu drei Ausprägungen derselben Haltung:
Alle drei sind sozial sehr isoliert. „Ich habe keine Freunde“, schreibt Walton an seine Schwester und sehnt sich „nach der Gesellschaft eines gleich gesinnten Menschen.“ Frankenstein hat zwar Familie und wenigstens einen guten Freund, wird aber mehr und mehr von seinem Forschungsvorhaben absorbiert und vernachlässigt für Jahre seine sozialen Beziehungen; wenigstens mit gelegentlichen Briefen können bei beiden wichtige Informationen ausgetauscht werden. Einsamkeit und Sehnsucht nach einer Partnerin sind auch für Frankensteins Geschöpf der bestimmende Schmerz. „Die drei Frankenstein-Helden [treiben sich] vorwiegend in Eiseskälte, auf Inseln oder hohen Bergen herum. Es darf nicht übersehen werden, dass alle drei in tiefstem Frost ihre Geschichte erzählen. [...] Die Einsamkeit und Gefühlskälte der Gestalten wird dadurch plakativ unterstrichen.“
Alle drei kennzeichnet eine Wertschätzung tugendhaften Verhaltens: Walton registriert sehr aufmerksam, dass der Kapitän seines Expeditionsschiffs seinen Reichtum an einen Nebenbuhler verschenkt hat, Frankenstein berichtet mehrfach vom Handeln seiner Familie zugunsten des Allgemeinwohls und der Opfer von Schicksalsschlägen. Sein Geschöpf registriert anfangs voller Bewunderung das ethisch bestimmte Verhalten der aus Frankreich verbannten Familie De Lacey – und nicht nur ihnen hilft er in ihrer Not.

## Themen

### Entdeckerfieber
Da die forschende Haltung der Protagonisten, ihre ethischen Mängel und Konsequenzen im Zentrum der Darstellung stehen, wird diese Haltung von Beginn an negativ konnotiert: Sowohl der Protagonist der Rahmenerzählung, Robert Walton, der Schiff und Mannschaft für eine Expedition zum Nordpol chartert und deren Leben gefährdet, als auch Victor Frankenstein werden von Ruhmsucht und Entdeckerlust getrieben, die sie mit ihrem Wohlstandshintergrund finanzieren können. Forschung, Zuwachs der Erkenntnis, ist für Shelley nicht per se negativ, aber hat in der bei Frankenstein und seinem Geschöpf am ausführlichsten beschriebenen Form gravierende Folgen: Ohne feste soziale, familiäre und Partner-Bindungen gerät der Wissens-, Forscher- und Entdeckerdrang der Protagonisten außer Kontrolle und wird für sie selbst und für Dritte lebensbedrohlich. Die Autorin habe „das für den Kreis um [Percy Bysshe] Shelley und [den Dichter Lord] Byron kennzeichnende Interesse an den unheimlichen Möglichkeiten wissenschaftlicher und philosophischer Forschung Gestalt werden [lassen].“
Frankenstein sieht sich im Rückblick von der Wissenschaft „gefesselt“, der er „übereifrig“ gefolgt sei und für die er einen „wahnsinnigen Drang“ entwickelt und der ihn von Heimatstadt und Familie getrennt habe. Die „Beeinträchtigung dieser Ausgeglichenheit“ sei ein deutliches Zeichen dafür, dass sein „Werk mit Sicherheit unrecht“ gewesen sei und „nicht zum menschlichen Geist“ gepasst habe. Dieses Motiv der Befreiung des Individuums von sozialen Grenzen durch Ausfahrt und existenzielle Abenteuer hat eine mehrschichtige Verbindung zum Kontext des Romans: Da klingt zum einen „in der Tradition des 18. Jahrhunderts eine Robinsonade“ an, in der sich erst in der Isolierung des Individuums sein wahres Wesen zeigen würde; zum anderen gibt es in der Mütterlosigkeit nahezu aller Figuren die autobiografische Komponente der konfliktreichen und auch dysfunktionalen Ursprungsfamilien, gegen die sich Mary und Percy B. Shelley zeitweilig durch ihren Aufenthalt in der Schweiz und in Italien zu behaupten versuchten. Heimat und Familie sind daher sowohl als positive Modelle sozialer Harmonie als auch als Traumaorte zu lesen. „Die Spannung zwischen Heim und Welt, zwischen Geborgenheit, aber Stagnation in sesshafter Gesellschaft, und dem einsamen und gefahrvollen Erobern der Fremde zieht sich [...] durch die ganze Romantik.“

### Magie der Natur

Der Watzmann (1824/25), romantische Naturerhöhung bei Caspar David Friedrich

Die Übereinstimmung der drei Protagonisten gilt auch für ihre Ansprechbarkeit durch Natureindrücke und romantische Überhöhungen: Die Menschen leben im Schatten der „mächtigen Alpen, deren weiß schimmernde Pyramiden und Kathedralen alles überragten, als gehörten sie zu einem anderen Planeten und würden von anderen Lebensformen bewohnt“ – dort oben auf den Gipfeln gibt es wandernde Geister und „[hausen] Phantome.“ Beim „Anblick des Kolossalen und Majestätischen in der Natur“ fühlt Frankenstein eine „erhabene Verzückung“. Die Natur kündet bevorstehende Ereignisse an oder sie spiegelt das Gefühlsleben der Hauptfiguren oder sie wirkt heilend auf ihre überspannten Seelen. Darüber hinausgehend werden Naturformen auch personifiziert und mystische Mitspieler, die nach unerkennbaren Regeln in die Lebensläufe der Menschen eingreifen. Entgegen den sonstigen Intentionen des Romans werden die geheimnisvollen Naturkräfte an mehreren Stellen zu einer Macht der Fremd- und Vorherbestimmung, die Frankenstein und die beiden anderen Protagonisten von der Verantwortung für ihr Handeln entlastet: Je mächtiger die Natur, desto bedeutungsloser die Entscheidungen der Menschen.

### Geschlechterbilder

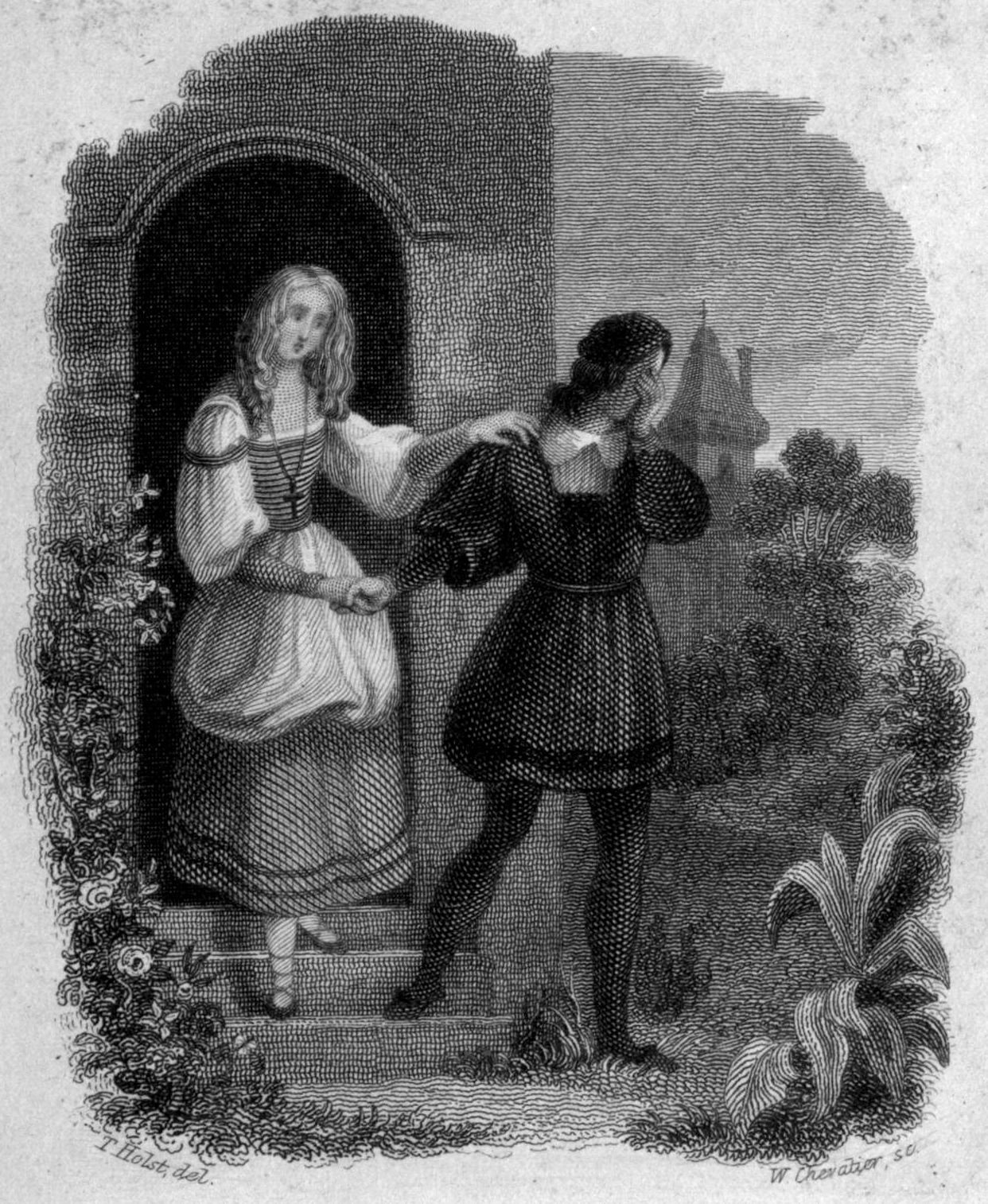
Abschied Victors von Elisabeth Lavenza vor seiner Abreise nach Ingolstadt (Illustration von T. Holst)

Auch die Unterschiede der Geschlechter werden von Frankenstein und seinem Geschöpf sehr ähnlich gesehen: Als nach dem Tod von Frankensteins Mutter die ins Haus aufgenommene Cousine Elisabeth deren Aufgaben übernimmt, gewinnt sie „frische Energie und Lebenskraft“, und Frankenstein hat sie „niemals (…) so bezaubernd erlebt wie zu jener Zeit, als sie sich unablässig bemühte, anderen Menschen Freude zu schenken, ohne dabei im Geringsten an sich selbst zu denken.“ Frankensteins Geschöpf beobachtet ebenfalls mit Wohlwollen aus seinem Unterschlupf Agatha De Lacey: Sie „kümmerte sich um den Haushalt und machte Frühstück, und der junge Mann ging nach der ersten Mahlzeit fort.“ Die Bestimmung der Frauen ist das Warten und Wirken im Innern, die der Männer die Entdeckung der Welt, über die auch Waltons Schwester nur aus den Briefen ihres Bruders erfährt. „Dies ist eine männliche Welt“, eine Welt der „Gegenüberstellung von häuslicher und abenteuerlicher Existenz.“
Klein und Grawe verweisen auf die weitgehende Aussparung der Sexualität in Shelleys Roman. Es herrschen Freundschafts- und Bruder-Schwester-Beziehungen vor, sowohl in der Rahmenhandlung wie auch in Viktors Verhältnis zu der adoptierten Elisabeth oder in der De Lacey-Familie. „Eine durchschnittliche Beziehung zwischen Mann und Frau […] fehlt im Frankenstein“. Auch bei der Kreatur werde die erotische Faszination von Frauen ausgeklammert. Das Geschöpf sei kein „vollwertiger Mann in biologisch-anatomischem Sinne und […] als Geschlechtswesen [mit einem] auf das Weibliche gerichtete[n] Begehren.“ Der Wunsch des Geschöpfs nach einer Gefährtin sei eigentlich die Sehnsucht nach „ganz undifferenzierten menschlichen Kontakten“, nach Akzeptanz seines Wesens und seines Aussehens. In diesem Zusammenhang wird auch das dialektische Verhältnis von Schöpfer und Geschöpf bei der Flucht und der Verfolgung gesehen. Durch die wechselseitige Tötung der Partnerinnen sei die Sexualität von Schöpfer und Geschöpf blockiert, und beide Akteure kämen sich „als Geschlechtswesen, als zeugungsfähige Männer, auf maximal intime Weise nahe.“
In einer weiteren Parallele besitzen sowohl Frankenstein als auch seine Kreatur eine erstaunliche Lerngeschwindigkeit und Kreativität: Frankensteins Mitstudenten und Professoren sind von seinen wissenschaftlichen Fortschritten verblüfft, sein Geschöpf lernt durch bloße halbferne Beobachtung und durch Zuhören Französisch und erwirbt eine umfangreiche Bildung. Frankenstein erfindet neue Werkzeuge für die chemische Forschung, sein Geschöpf ersinnt – ganz prometheisch – ohne Vorbilder immerhin ein Werkzeug fürs Feuermachen, „einen Fächer aus Zweigen, der die Glut neu belebte“.
Die einzige Figur des Romans, die ein sozial kompatibles Interesse an Wissen und Wissenschaft zeigt, ist Henry Clerval, der Jugendfreund Frankensteins, ein neugieriger, gut beobachtender, begeisterungsfähiger, fantasievoller Mensch, „geformt nach der ´reinen Poesie der Natur´“, „ein Abbild meines früheren Selbst“ aus der Zeit, bevor Frankenstein seine Ausgeglichenheit verliert. Für die Handlung ist Clerval eine Nebenfigur, deren Ermordung durch die Kreatur aber am Wendepunkt des Romans Frankensteins Wahnsinn entfesselt.

## Inspirationen und Entstehung

### Schweiz-Reise 1816

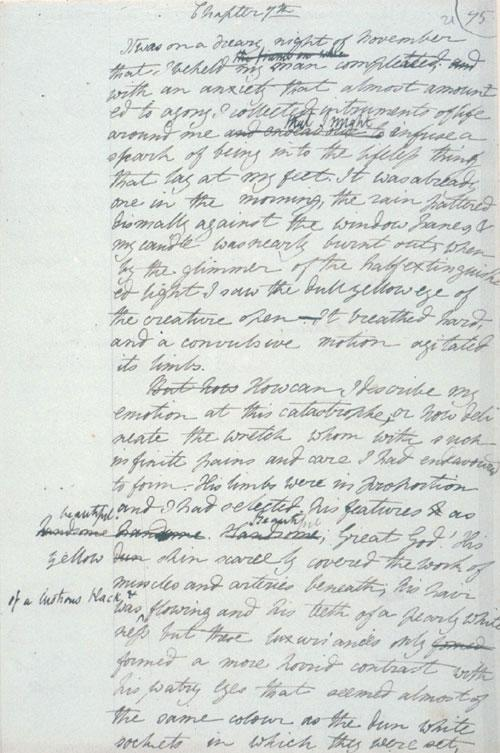
Originalskript von Mary Shelley

Die 18-jährige Mary Godwin wurde zu ihrem Erstling durch den Shelley-Byron Kreis angeregt. Im Mai 1816 reiste sie mit ihrem zukünftigen Ehemann Percy Bysshe Shelley, ihrem gemeinsamen kleinen Sohn William und ihrer Stiefschwester Claire Clairmont nach Genf, um sich dort mit Lord Byron in der Villa Diodati in der Nähe des Genfersees zu treffen. Aufgrund des extrem schlechten Wetters konnten die Anwesenden das Haus oft nicht verlassen: Wegen des Ausbruchs des Vulkans Tambora im Jahr zuvor ging 1816 als das Jahr ohne Sommer in die Geschichte ein. Die Freunde gehörten zur von ihrem konservativen Gegner Robert Southey als Satanic School bezeichneten jungen Generation der englischen Romantik und so las man gemeinsam eine französische Sammlung deutscher Schauergeschichten, die Fantasmagoriana, diskutierte über das Prinzip des Lebens, über Somnambulismus, über angebliche Experimente des Darwin-Großvaters Erasmus, in denen zerhackte Würmer wieder belebt worden seien, und über galvanische Elektrizität als immaterielle Kraft eines Lebensfunkens, um aus toten Teilen ein lebendiges Ganzes zu machen. An einem Abend beschloss die kleine Gesellschaft, zu der auch Byrons Leibarzt John Polidori gehörte, jeweils eine Schauergeschichte zu schreiben und den anderen vorzutragen.

Nach eigenen Angaben kam der Autorin die Idee für Frankenstein als Albtraum nach einer Diskussion Shelleys mit Byron:
Eine der philosophischen Hauptfragen, die diskutiert wurden, war die nach dem Ursprunge des Lebens und ob es je möglich sei, ihm auf den Grund zu kommen. Man besprach die Experimente Erasmus Darwins. […] Darwin hatte in einer Glasdose ein Stückchen Maccaroni aufbewahrt, das dann aus irgend welchen Ursachen willkürliche Bewegungen zu machen schien. Jedenfalls glaube ich nicht, daß auf diesem Wege Leben erzeugt werden könne. Aber vielleicht wäre es denkbar, einen Leichnam wieder zu beleben, was ja auf galvanischem Wege bereits geschehen ist, oder die Bestandteile eines Lebewesens zusammenzufügen und ihm lebendigen Odem einzuhauchen. […] Da fiel mir meine Gespenstergeschichte ein, meine unglückselige Gespenstergeschichte! Oh könnte ich doch eine erfinden, die meine Leser ebenso erschüttern würde wie mich das Gesicht jener Nacht! Wie ein Licht flammte es in mir auf. Ich habe sie! Was mich erschreckte, soll auch andere erschrecken. Ich habe nur den unheimlichen Halbtraum jener Nacht zu beschreiben.“
Nach einer Wetterbesserung im Juli reisten Mary Godwins Freunde von Genf aus auf Maultieren durch das Arve-Tal nach Chamonix. Shelley wurde durch den Ausflug zu seinem Gedicht Mont Blanc angeregt, das offenbar, zusammen mit seiner Beschreibung der Wanderung zum Montanvert-Gletscher, die Autorin zu Frankensteins Flucht in die Berge und zur Begegnung mit seinem Geschöpf in der Eislandschaft inspirierte. In ähnlichen Worten wie im 4. Teil ihrer 1817 erschienenen Geschichte einer sechswöchigen Tour durch einen Teil Frankreichs, der Schweiz, Deutschlands und Hollands schildert Frankenstein die erhabene und einsame Berg- und Eiswelt (10. Kap.). In Frankensteins Erlebnis seiner Rheinfahrt und der Landschaft Schottlands konnte Mary Shelley auch eigene Erfahrungen mit einbringen.

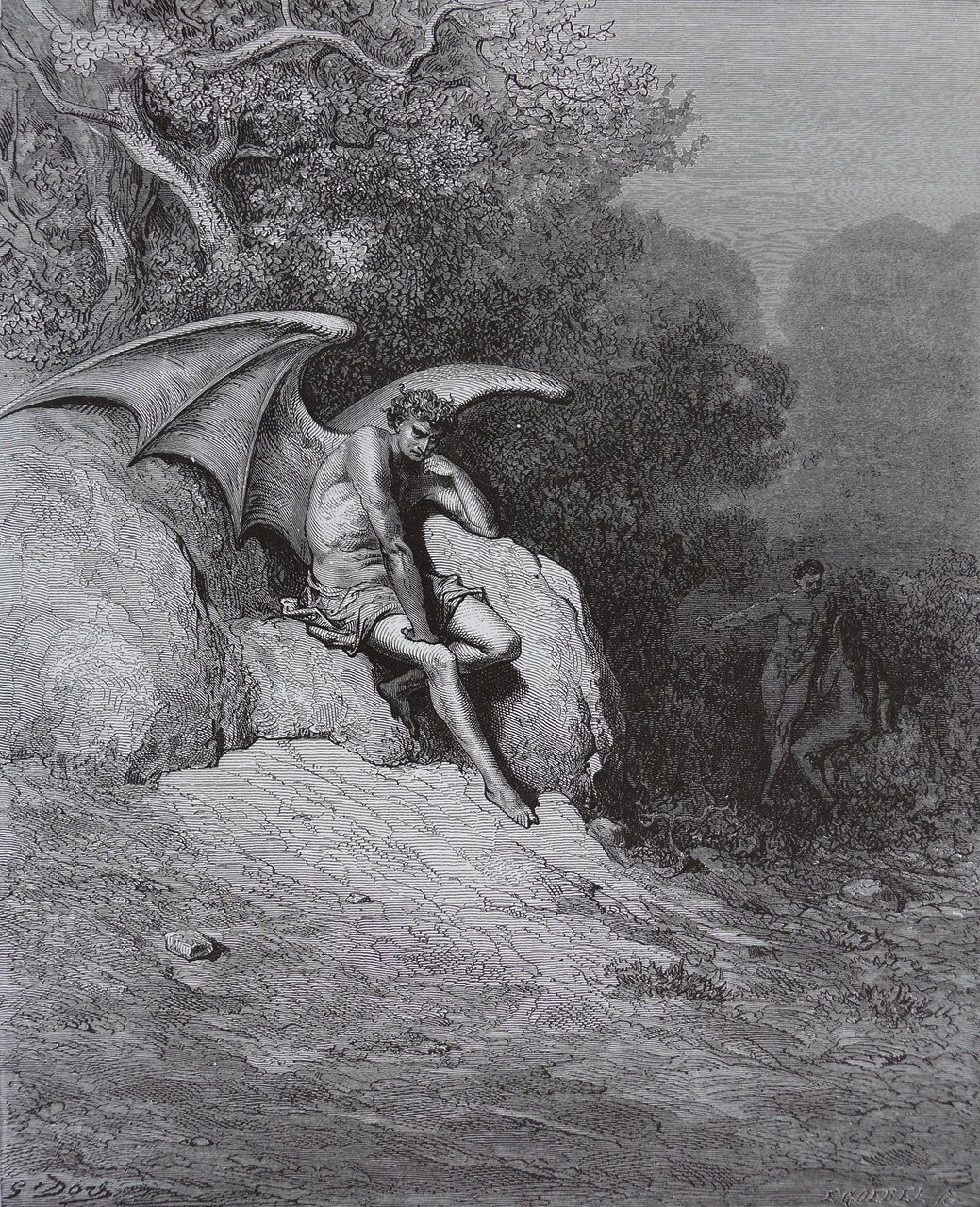
Satans Blick auf Gottes Geschöpfe. Illustration von Gustave Doré, in John Miltons Paradise Lost

Kurz darauf verwarf Mary das Kurzgeschichten-Projekt und begann mit den umfangreicheren Arbeiten für einen Roman. Von den abenteuerlichen Spekulationen übernahm die inzwischen mit Shelley verheiratete Mary nur Weniges: Zwar beschreibt der Erfinder Frankenstein kurz den aus Leichenteilen und Tierkadavern zusammenbebauten Körper, verschweigt aber den eigentlichen Schöpfungsakt und versteckt ihn hinter einer Licht-Metaphorik (Kap. 4). Auch ist das Wesen nur äußerlich ein Monstrum, innerlich entspricht es dem Idealbild des edlen Wilden, des unverdorbenen Naturmenschen.
Die Autorin verzichtete weitgehend auf Schauereffekte und vermittelte dem Geschöpf das geistige Weltbild eines gebildeten Europäers ihrer Zeit: Miltons Paradise Lost löst in ihm Reflexionen über sein Dasein aus (Kap. 15). Er unterscheidet seine Erschaffung von der Adams, vergleicht seine Rolle in der Welt mit der Satans, als Sinnbild seiner Verstoßung, und reagiert mit Schuldzuweisung und dem Kampf gegen seinen Schöpfer. In der neuen Forschung wird Shelleys Erfinder Frankenstein als ihre Auseinandersetzung mit dem Muster des Byronic Hero angesehen, als dessen Vorläufer Miltons Satanfigur gilt.
Zurück in London, im Winter des Jahres, überarbeitete Mary Godwin den ersten Entwurf. Nach einer Unterbrechung fertigte sie im Frühjahr 1817 die Endfassung an und ging im Sommer 1817 auf die Suche nach einem Verleger, bei der Percy B. Shelley sie unterstützte. Er handelte einen sehr vorteilhaften Vertrag mit Lackington, Allen und Co. aus. Das Buch wurde im Januar 1818 veröffentlicht.
Als eine lobende Literaturkritik von Sir Walter Scott erschien und zunächst ihr Ehemann, Percey Shelley, als Autor vermutet wurde, gab Mary Shelley sich im Juni 1818 als Verfasserin ihres (Debüt-)Romans zu erkennen.

### Vermutungen über einen Zusammenhang mit Burg Frankenstein
1968 vermutete ein David T. Russell in einem Leserbrief an das Magazin Life, dass der Roman Frankenstein durch die Burg Frankenstein bei Darmstadt inspiriert sein könnte. Dabei beruft er sich aber offenbar auf eine nur oberflächliche und ungenaue Wiedergabe der schon früh belegten Sage vom Ritter Georg von Frankenstein. Der Historiker Radu Florescu stellte dann 1975 eine Verbindung zu dem auf der Burg geborenen Alchemisten Johann Konrad Dippel her. Demnach besuchte Shelley die Burg und hörte Legenden über den Alchemisten, die sie zu ihrem Roman inspirierten. Der Journalist Walter Scheele, der auch als Touristenführer auf der Burg tätig ist, ergänzte Florescus These um die Behauptung, es gebe einen Brief, den Jacob Grimm an Shelleys Stiefmutter gerichtet habe und in dem Grimm von einer Schauergeschichte über einen Zauberer berichtet, der auf Burg Frankenstein lebt und aus gestohlenen Leichenteilen ein neues Wesen erschafft. Neuere Recherchen haben jedoch gezeigt, dass die Schlussfolgerungen von Florescu und Scheele von falschen Prämissen ausgehen. So war z. B. Shelleys Aufenthalt in dem hessischen Hafen Gernsheim viel zu kurz, um einen Abstecher zur Burg Frankenstein zu machen. Außerdem existiert der Grimm-Brief nicht, auf den Scheele sich bezieht.
Auch verschiedene Sachbücher über das Leben von Mary Shelley benennen Dippel als möglichen Anknüpfungspunkt. Die Literaturwissenschaftlerin Miranda Seymour behauptet, Mary Shelley spräche in ihrem Tagebuch kurz nach ihren Reisen durch die Region um Burg Frankenstein von „gods (making entirely) new men“. Sie hält den Zusammenhang für mehr als lediglich zufällig. Tatsächlich trifft Shelley diese Aussage allerdings bereits mehrere Tage bevor sie sich der Region um Burg Frankenstein auch nur nähert. Außerdem trifft sie diese Aussage im Zusammenhang mit dem heruntergekommenen Erscheinungsbild einiger Mitreisender, nicht im Zusammenhang mit einer Monstersage.
Unabhängig von historischen Tatsachen hat Dippels Status als Prototyp Frankensteins Eingang in die Populärkultur gefunden – ähnlich Graf Draculas ebenso fragwürdiger Identifizierung mit dem historischen Vlad III. Drăculea. Neben dem spekulativen Werk Florescus ist die Dippel-Frankenstein-Verschmelzung Gegenstand mehrerer fiktionaler Werke.

### Naturwissenschaftliche Hintergründe
Die Elektrizität spielt nach ihrer Entdeckung Ende des 18. Jahrhunderts eine zentrale Rolle in der öffentlichen Diskussion, in der man hoffte, mit der Elektrizität ein Instrument der Wiederbelebung gefunden zu haben. Durch ihren Ehemann Percy Shelley, den sie 1813 im Alter von sechzehn Jahren kennengelernt hatte und 1816 heiratete, hatte Mary Shelley einen Kenner der damals Aufsehen erregenden Experimente zur Muskelkontraktionen durch elektrischen Strom in ihrer Umgebung, der mit ihr über die Galvani-Experimente sprach. Als weitere Quelle der Inspiration Shelleys gelten die Experimente von Andrew Ure sowie der Arzt Erasmus Darwin, Großvater von Charles Darwin.
Mary Shelleys Ehemann Percy hatte als Schüler häufig den schottischen Arzt James Lind besucht, der sich im Gefolge von Luigi Galvani mit „Froschschenkelexperimenten“ beschäftigte. Vorausgegangen war bereits im Jahr 1800 die Erfindung der weltweit ersten elektrischen Batterie. In Gestalt der Voltaschen Säule, benannt nach dem italienischen Physiker Alessandro Volta, hatte das Zeitalter der Elektrizität begonnen. Mit Voltas Apparatur, die etwa einen halben Meter hoch war, konnten Spannungen bis zu 100 Volt erzeugt werden, was völlig ausreichte, um damit an toten Tierkörpern ebenso wie an menschlichen Leichen Muskelbewegungen auszulösen. Auch Galvanis Neffe Giovanni Aldini gehörte zu den Galvanisten und führte ungewöhnliche Experimente durch. Am Leichnam des am 18. Januar 1803 in London hingerichteten Doppelmörders George Forster rief er, nach Angaben des Newgate-Kalenders, einer Aufzeichnung über Hinrichtungen im Newgate-Gefängnis, heftige Muskelreaktionen hervor. Die Anwesenden erschraken darüber sehr, weil sie meinten, der Hingerichtete würde geradezu zum Leben wiedererweckt.

## Veröffentlichungen
Der Roman wurde 1818 in drei getrennten Lieferungen anonym veröffentlicht. Die Urfassung widmete Shelley ihrem Vater William Godwin. Dieser und seine Frau Mary Wollstonecraft gelten als „die beiden berühmtesten Exponenten des politischen Radikalismus in England der Zeit um 1800“.
1830 verkaufte sie für £60 das Urheberrecht an einer neuen Frankenstein-Ausgabe an die Verleger Henry Colburn und Richard Bentley. Für die Neuausgabe hat Shelley das Buch radikal umgeschrieben und entschärft sowie mit einem ausführlichen autobiografischen Vorwort zur Entstehungsgeschichte des Buches versehen; diese Version wird heute üblicherweise verbreitet.
Die erste deutsche Übersetzung von Heinz Widtmann erschien 1912, neun weitere folgten (s. Abschnitt zu den Ausgaben).

## Deutungen

### Motto und Widmung

#### Motto
Der ersten Romanfassung von 1818, jedoch nicht der 1831-Überarbeitung, ist als Motto Adams Klage nach dem „Sündenfall“ aus dem Versepos Paradise Lost (Buch 10, Zeilen 805-808) des englischen Dichters John Milton vorangestellt, die den Grundkonflikt der Handlung konzentriert ausspricht: „Hab ich's von dir, mein Schöpfer, denn erbeten, / Dass du aus Lehm zum Menschen mich geformt?“ („Did I request thee, Marker from my clay To mould me man? Did in solicit thee From darkness to promote me?“) Aus dem ungefragten Erwecktwerden leitet das Geschöpf den Anspruch an seinen Schöpfer auf gleiche Glücksmöglichkeiten in Partnerschaft und Familie ab, die es je länger, je mehr einfordert.
Die Motive der Autorin für die Wahl des Mottos werden, neben philosophisch-theologischen Deutungen (s. Prometheus-Mythos, Klassik und Romantik), auch in ihrer und Shelleys Biographie gesucht: als Vater-Kind-Konflikt. Nach der Flucht Percy Shelleys, seiner Geliebten Mary Godwin und deren Stiefschwester Claire Clairemont im Juli 1814 nach Frankreich und in die Schweiz (s. Inspiration und Entstehung. Schweiz-Reise 1816) und ihrer Rückkehr im September nach England waren sie in einer schwierigen persönlichen und finanziellen Lage: Claire war von Byron schwanger. Während Shelleys Ehefrau Harriet einen Sohn und Erben geboren hatte, erwartete Mary zum dritten Mal ein Kind von Shelley. Wegen der Gerüchte über die promisken Beziehungen der Freundesgruppe war ihre gesellschaftliche Stellung prekär. Außerdem hatten sie nur wenig Geld. Percys Vater, der vermögende Friedensrichter Sir Timothy Shelley, zahlte seinem Sohn nur wenig Unterhalt und Percy hatte bereits für die Finanzierung der Reise Schuldscheine auf sein zukünftiges Erbe ausgestellt. Wegen unbezahlter Rechnungen drohte ihm eine Verhaftung durch den Gerichtsvollzieher. Seine Situation verbesserte sich, nachdem er aus dem Erbe seines 1815 verstorbenen Großvaters eine Leibrente von jährlich 1.000 Pfund Sterling sowie einen Betrag erhielt, mit dem er seine Schulden begleichen sollte.

#### Widmung
Im biographischen Zusammenhang wird auch die Widmung der ersten Ausgabe diskutiert. Die Beziehung Marys zu ihren Eltern war angespannt, v. a. zu ihrer Stiefmutter. Ihr Vater, selbst in Geldnöten, lehnte es nach ihrer Rückkehr aus der Schweiz ab, sie zu treffen und hielt bis zur Heirat 1816 Distanz zu ihr. Ein möglicher Grund dafür ist seine Ablehnung der Beziehung seiner minderjährigen Tochter zu dem verheirateten Shelley und das in London kursierende Gerücht, William Godwin habe seine Töchter für ein paar hundert Pfund an Percy Shelley verkauft. Offenbar belasteten ihn immer noch seine in der ersten Fassung seines Hauptwerks An Enquiry Concerning Political Justice aus dem Jahr 1793 geäußerte Begeisterung für die Französische Revolution, seine Ablehnung der Ehe und seiner Befürwortung der freien Liebe auf Basis gleicher Rechte.
Während Godwin seine Gastfreundschaft von Shelley, der seine längst revidierten politischen Theorien zur Rechtfertigung hedonistisch motivierter Handlungen in seinem Sinn umdeutete, missbraucht sah, fand Mary das Verhalten ihres Vaters widersprüchlich. Sie sah in Percy Shelley die Verkörperung der liberalen Ideen, die ihre Eltern in den 1790er Jahren selbst vertreten hatten.
Nach Charlotte Gordon reagierte die Autorin auf diese Situation, indem sie ihre Biografie mit der Handlung des Romans verknüpfte, z. B. seien die Initialen von Waltons Schwester (MWS) auch die ihren. V. a. bilde sie ihre Kindheits- und Jugendproblematik in der Datierung der Aufzeichnungen Waltons mit dem Bezug zur Schwangerschaft und dem Tod ihrer Mutter nach ihrer Geburt ab: Der erste Brief (11. Dezember 17--) stimme mit dem Beginn der Schwangerschaft überein. Frankensteins Tod werde von seinem aus der menschlichen Gemeinschaft ausgeschlossenen Geschöpf am 10. September, Mary Wollstonecrafts Todestag, betrauert. Dann verschwinde die Kreatur im Eis und sühne den Tod des Schöpfers. In die Geschichte Frankensteins, der vor seinem „Sohn“ flieht und ihn verleugnet, würden die Erfahrungen der Autorin mit ihrer und Percys Ursprungsfamilie hineinspielen. In Marys Perspektive werde Frankensteins Geschöpf zu einem verlassenen Kind, das erst mit der Ablehnung durch seinen Vater zum Mörder wird – es könne daher scheinen, als ob sie den Roman für sich selbst geschrieben habe.
Als im Dezember 1816 nach dem Selbstmord von Shelleys erster Frau Harriet Westbrook, die von einem neuen Geliebten ein Kind erwartete, die erneut schwangere Mary Godwin und Percy Shelley trotz seiner philosophischen Einwände gegen die Institution in der St. Mildred’s Church in London heirateten, waren William Godwin und ihre Stiefmutter anwesend. Die Heirat sollte dazu beitragen, Shelleys Sorgerecht für seine Kinder durch Harriet zu sichern und Godwin zu besänftigen, der sich geweigert hatte, Shelley und Mary wegen ihrer früheren ehebrecherischen Beziehung zu sehen.
In diesem Kontext kann die Widmung des Romans 1818 an ihren Vater „mit großen Respekt“ auch als Zeichen der Versöhnung angesehen werden: „WILLIAM GODWIN, AUTOR VON POLITICAL JUSTICE, CALEB WILLIAMS, &c“
Für Ebeling ist die Widmung „to William Godwin“ dagegen „mehr als eine Reverenz der Autorin vor dem Vater“, sondern philosophisch-literarisches Programm: The Inquiry concerning Political Justice, and its Influence on General Virtue and Happyness sei die Programmschrift der englischen Romantik und im Roman Caleb Williams sei sein aufklärerisch-liberaler Geist zu spüren.

### Politisches Statement
Einige Interpreten sehen in Frankensteins Monster ein Symbol für die jakobinische Schreckensherrschaft, in der die Ideale der Französischen Revolution „nur deshalb verzerrt und verraten wurden, weil die Verantwortlichen aus dem Volk selbst niemals zuvor eine menschenwürdige Existenz erfahren hatten“. „Man hat auch Frankenstein politische Motive unterstellt, aber wenn das in Mary Shelleys Absicht gelegen hat, ist ihre Stellungnahme recht doppeldeutig. [...] eindeutig Stellung nimmt es keineswegs.“

### Psychologische Studie
Indem Shelley das Geschöpf ausführlich von seinem einsamen Leben erzählen lässt, schafft sie eine zweite Instanz, die dem Schmerzensbericht Frankensteins das Leid seines vernachlässigten Geschöpfes gegenüberstellt. Damit erweitert sich die Erzählung von einem ersten Science-Fiction-Roman zu einer komplexen psychologischen Studie mit auch autobiografischen Bezügen.
Umfang und Genauigkeit der Darstellung ermöglichen eine Beschreibung mit modernen psychotherapeutischen Kategorien, die Frankenstein eine schizotypische Störung attestiert. Zu einer ähnlichen Deutung kam bereits Martin Tropp 1976 in seinem Werk Mary Shelley′s Monster: The story of Frankenstein, der in Frankenstein einen narzisstischen Schizophrenen sah, der unter leichter Schizophrenie mit paranoiden Wahnvorstellungen leidet; das Monster wäre demnach eine Form von Spaltungsfantasie. „Frankensteins Bemühen, seine Familie zu retten, und das des Monsters, sie zu zerstören, wären demnach gegeneinander wirkende Impulse innerhalb derselben Person, die in Dr.-Jekyll-und-Mr.-Hyde-Manier ihrer Aggressionen in einer Art Schizophrenie auslebt und zugleich einzudämmen versucht.“
Richard Holmes sieht in dem Roman eine Studie über spirituelle Einsamkeit, Isolation und Ausgestoßensein. Er weist darauf hin, dass die Kraft der Sexualität, die die Menschen zusammenführt und in einer menschlichen Gesellschaft hält, hier durch die jeweilige Tötung der Gefährtin, der Geliebten des jeweils Anderen durch Frankenstein einerseits und durch das Monster andererseits, zerstört wird, ebenso wie ihre beiderseitige Hoffnung auf sexuelles Glück, und dass in Folge beide ihre Verbindung zur menschlichen Gesellschaft verlieren. Beide werden zu Außenseitern, zu Ausgestoßenen, die innerlich gequält werden durch das Wissen um ihre Taten und ihr Verlangen nach Rache.

### Feministische Kritik
Für Susanne Schmid stellt der Roman eine Kritik „am männlichen Kunstschaffen und den übermenschlich starken Helden der Dichter“ aus Mary Shelleys Umkreis dar. Nach Schmids Auffassung wendet sich Mary Shelley auch gegen die Meinung, die Frauen kreative Schöpfungskraft absprach. Sie sieht im Monster „einen Unglücksgriff eines männlichen Schöpfers“, für den der Schöpfer nun keine Verantwortung mehr übernehmen will, wodurch das Monster letztlich in seine Zerstörungswut getrieben wird.
In einer Zeit umfassender Diskriminierung von Frauen in Lebensperspektiven, Verhaltensformen, Bildung und Beruf waren das nahezu vollständige Fehlen von Frauen als Handlungsträger und der in Hybris ausartende Tatendrang der männlichen Figuren zwei Seiten einer Medaille: „Wo sind die starken weiblichen Figuren? […] Ungeprüfte männliche Ambitionen führen zu Zerstörung, Ungerechtigkeit und Verwüstungen.“ Indem die Gesellschaft diesen Habitus der Geschlechter fördert und fordert, produziert sie die Abtrennung des Weiblichen vom Männlichen und damit Einseitigkeit und Verkümmerung auf beiden Seiten, deren Katastrophen Shelley darstellt: „In der Furcht vor dem Fremden und durch den Missbrauch der Verwundbaren und Verstoßenen produziert die Gesellschaft ihre eigenen Monster.“

## Rezeption
Seit seiner anonymen Veröffentlichung im Jahr 1818 wurde Shelleys Roman unterschiedlich rezipiert.
Die negativen zeitgenössischen Bewertungen stehen offenbar im Zusammenhang mit seiner Einordnung in die Kategorie einer Gothic Novel, in Anlehnung an die Bewertung Edmund Burkes, in den „Gruselromanen“ werde die Grenze zwischen dem Phantastischen und dem Lächerlichen überschritten. Nach Max Duperray haben die Kritiker der damaligen Zeit, indem sie ihn sofort in das Gothic-Genre einordneten, die Bedeutung von Victor Frankensteins Schöpfungsakt übersehen, der ihn nicht nur zu einem wissenschaftlichen Erfinder, sondern auch zu einem romantischen Künstler machte, typisch für die Turbulenzen am Ende eines Jahrhunderts und das Kippen in die Moderne.
Entsprechend dieser Zuordnung zum „German Horror“ bezeichnete John Wilson Croker, der anonym in der Quarterly Review schrieb, das Buch als „ein Gewebe von schrecklicher und ekelhafter Absurdität“, die ebenso schrecklich wie abstoßend“ sind, obwohl er dem Autor des Romans auch zugestand, dass „etwas ungeheuer Mächtiges in der bedeutungslosen Leere seines Gesangs und der vagen Dunkelheit seiner Bilder liege: „powers, both of conception and language“.
Aber es gab auch positive Kritiken: So wurde die fantasievolle und melodramatische Kraft gelobt und Walter Scott sprach in Blackwood’s Edinburgh Magazine von einer „außergewöhnlichen Erzählung, in der uns der Autor ungewöhnliche poetische Vorstellungskraft zu offenbaren scheint“ und in der „Fantasy in dem Maße Vorzüge habe, in dem sich die Figuren wie menschliche Wesen verhalten“. Von der Art und Weise, wie das Monster Wissen über die Welt und die Sprache erlangt, war er weniger überzeugt. La Belle Assemblée beschrieb den Roman als „sehr kühne Fiktion“ und das Edinburgh Magazine and Literary Miscellany hoffte auf „weitere Produktionen … von diesem Autor“.
Trotz der kritischen Stimmen entwickelte sich Frankenstein allmählich zu einem Publikumserfolg, vor allem auch durch melodramatische Theateradaptionen, z. B. Presumption; oder The Fate of Frankenstein, ein Theaterstück von Richard Brinsley Peake, im Jahr 1823.
Im 20. Jahrhundert war die Frankenstein-Rezeption unter verschiedenen Aspekten vorwiegend positiv. Bedeutende Kritiker wie M. A. Goldberg und Harold Bloom lobten seine „ästhetische und moralische“ Relevanz. Aber es gab auch Kritiker wie Germaine Greer, die technische und erzählerische Fehler diagnostizierten, z. B. würden drei Erzähler alle auf die gleiche Weise sprechen.
- Seit Mitte des Jahrhunderts[140] und in den letzten Jahrzehnten wurde der Roman auch unter psychoanalytischen und feministischen Aspekten analysiert.

- Für Brian Aldiss ist Frankenstein die erste echte Science-Fiction-Geschichte. Im Gegensatz zu früheren Erzählungen mit fantastischen Elementen treffe die Hauptfigur „eine bewusste Entscheidung“ und „wende sich modernen Experimenten im Labor zu“, um fantastische Ergebnisse zu erzielen.[141]
- Der Filmregisseur Guillermo del Toro beschreibt Frankenstein als „das Teenager-Buch schlechthin“ und merkt an, dass die Gefühle, dass „du nicht dazugehörst“, ein wichtiger Teil der Geschichte ist: „Du wurdest von Menschen auf diese Welt gebracht, die sich nicht um dich kümmern, und du wirst in eine Welt des Schmerzes und des Leidens, der Tränen und des Hungers geworfen“. Er fügt hinzu: „Es ist ein erstaunliches Buch, das von einem Mädchen im Teenageralter geschrieben wurde. Es ist überwältigend.“[142]
- Die Philosophieprofessorin Patricia MacCormack sagt, dass die Kreatur die grundlegendsten menschlichen Fragen anspricht: „Es ist die Idee, deinen Schöpfer zu fragen, was deine Bestimmung ist. Warum sind wir hier, was können wir tun?“[143]
- Frankensteins Monster wird heute oft als Metapher verwendet, um vor den Gefahren der Künstlichen Intelligenz zu warnen.[144]

Heute gilt Shelleys Roman als einer der größten Romantik- und Schauerromane, als Meilenstein des Horrorgenres mit großem Einfluss auf die Populärkultur sowie als einer der ersten Science-Fiction-Romane.

### Auszeichnungen
- 2015: 82 internationale Literaturkritiker und -wissenschaftler wählten Frankenstein zu einem der bedeutendsten britischen Romane.
- 2019: BBC News-Liste der 100 einflussreichsten Romane
- 2021: Einer von sechs klassischen Science-Fiction-Romanen britischer Autoren auf einer Reihe britischer Briefmarken
- 2023: Zeit-Bibliothek der Weltliteratur „100 Bücher, 100 Gefährten“[146]

### BegriffMonster
Der Molekularbiologe Sol Spiegelman erschuf im Jahr 1965 ein System sich selbst entwickelnder chemischer Moleküle. In Analogie zu Frankensteins Monster, das aus Unbelebtem zusammengesetzt ist, sind diese Moleküle als Spiegelmans Monster bekannt geworden.

## Adaptionen
Mary Shelleys Roman wurde in vielerlei Hinsicht adaptiert, für Theater, Ballett, Comics oder Videospiele, teils in freien Bearbeitungen nach Motiven des Originals, und war Inspirationsquelle für künstlerische Gestaltungen. Aber vor allem in Film und Fernsehen wird die Geschichte von Frankenstein präsentiert, in großen Produktionen ebenso wie in B-Movies.

### Lesungen
- 2006: Frankenstein. Starke Stimmen. Brigitte Hörbuch-Edition (gelesen von Katharina Thalbach), Random House Audio, ISBN 978-3-86604-183-7
- 2010 (Audible): Frankenstein (gelesen von Werner Wawruschka), Carl Ueberreuter Verlag, ISBN 978-3-8000-8054-0

### Illustrationen
Theodor von Holst und W. Chevalier (Kupferstecher), Nino Carbe, Lynd Ward, Everett Henry Berni Wrightson, Ken Barr, Charles Keeping, Lynd Ward und Aristides Ruiz, Caroline Church, Christian Mogg, Larry Schwinger

### Filmversionen

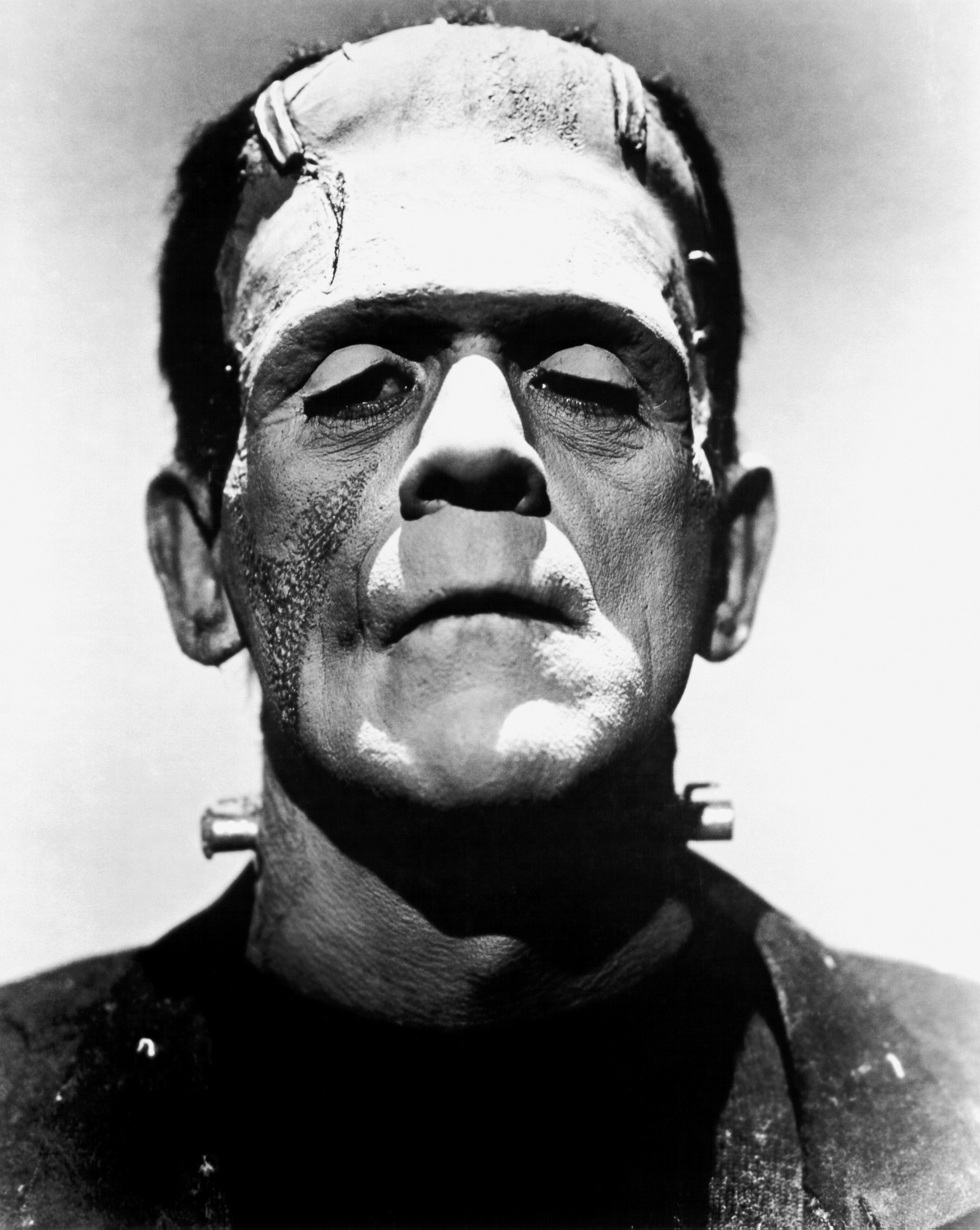
Frankensteins Monster (Boris Karloff) in der Verfilmung von James Whale (1931)

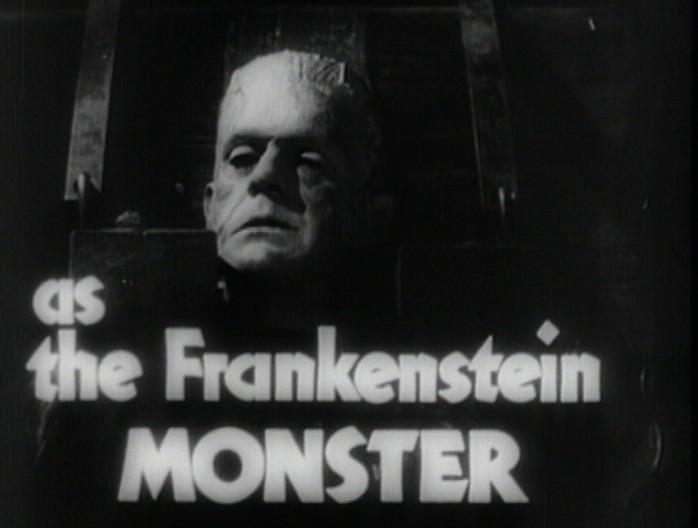
Bild aus dem Trailer zu Bride of Frankenstein (1931)

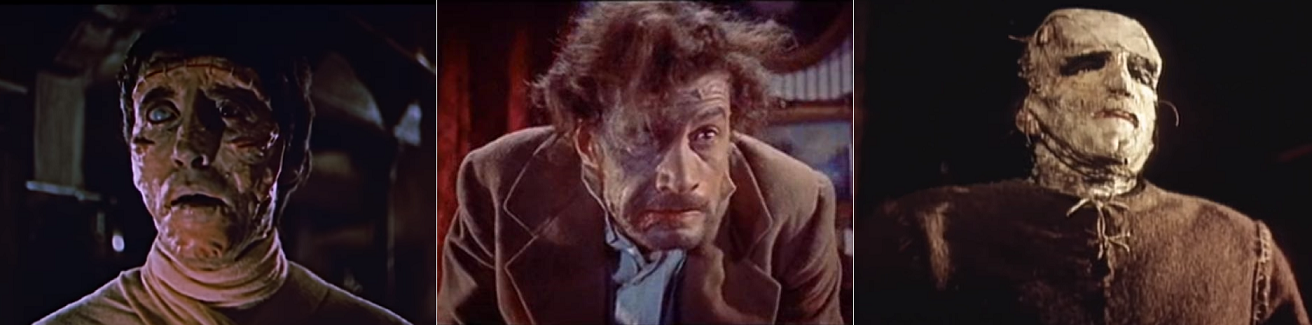
Trailerbilder (Collage): The Curse of Frankenstein (1957), The Revenge of Frankenstein (1958) und The Evil of Frankenstein (1964)

Das Buch wird in einem kurzen Frankenstein-Film mit dem Schauspieler Charles Ogle in der Rolle des Monsters bereits 1910 von den Edison Studios adaptiert. Das Monster hat hier noch ein eher dämonisches Aussehen, mit Krallen und groteskem Körperbau. Erschaffen wird es von Frankenstein hier nicht aus Leichenteilen, sondern durch einen alchemistischen Prozess, der mit den tricktechnischen Mitteln der Zeit aufwendig in Szene gesetzt wurde. Laut Stephen King war es der „der ersten Filme mit einer Geschichte, die je gedreht wurde“.
- 1931 verarbeitet dann James Whale in dem Film Frankenstein den Stoff relativ frei für Universal Pictures unter Aufgriff filmexpressionistischer Ästhetik und Verfahrensweisen mit Boris Karloff in der Hauptrolle und verhilft dem Wesen durch die Arbeit der Maskenbildnerlegende Jack Pierce zu seinem bis heute charakteristischen Antlitz. 1935 folgt die Fortsetzung Frankensteins Braut, welche die im vorangegangenen Film übersehenen Aspekte der literarischen Vorlage aufgreift und nahtlos an die Ereignisse des ersten Films anschließt. In dem folgenden Film Frankensteins Sohn tritt Boris Karloff zum letzten Mal auf der Kinoleinwand als Frankensteins Monster auf.
- In einigen weiteren Universal-Filmen der 1930er und 1940er Jahre wird der Stoff kommerziell für zum Teil nur zweitklassige Produktionen ausgeschlachtet. Erst 1958 gelingt es den britischen Hammer-Studios mit dem Film Frankensteins Fluch, das Motiv unter Rekurs auf die klassischen Filme der Universal-Periode wieder zu popularisieren. Der Film nimmt in vielerlei Hinsicht eine Schlüsselposition ein: Er ist nicht nur Auftakt einer kaum überschaubaren Serie von Horrorfilmen und Fortsetzungen, für die der Name der Produktionsgesellschaft trotz zahlreicher Ausflüge in andere Genre bis heute Synonym ist, er stellt auch die Weichen der eng miteinander verknüpften Karrieren von Peter Cushing und Christopher Lee. Beide sind in den folgenden Jahren oft, meist als Antipoden, vor der Kamera zu sehen. Ferner wird das erstmalige Auftauchen von tiefrotem Blut in diesem Film von der heutigen Kulturwissenschaft als das Anheben des Splatterfilms gewertet. Dem großen finanziellen Erfolg des Films folgen weitere Fortsetzungen, in denen die Geschichte lose weitererzählt, aber auch stark variiert wird. Eine dieser Fortsetzungen ist Frankensteins Schrecken von 1970, der sich nochmals direkt auf den Originalroman bezieht; den Frankenstein spielt hier, zum einzigen Mal bei Hammer, Ralph Bates anstelle von Peter Cushing, David Prowse ist als Monster zu sehen.
- In den 1970er Jahren kommt die Serie schließlich, wie auch der klassische Horrorfilm an sich, unter den Eindrücken des erstarkenden Splatterfilms und den ungleich spekulativeren so genannten Eastern zum Erliegen. Der Stoff scheint ausgebrannt und nur mehr für zweitklassige Fernsehstücke verwertbar. Eine direkte Verfilmung des Buches fürs TV war unter anderem der von Dan Curtis produzierte Zweiteiler Frankenstein (1973), mit Bo Svenson als Kreatur. Glenn Jordan, der Regisseur dieses Films, soll sich laut ARD bemüht haben, im Vergleich zu seinen Vorgängern dem „Roman besser zu entsprechen, nicht zuletzt in der Dimension kritischer Nachdenklichkeit gegenüber einer allzu unbekümmerten Nutzung riskanter naturwissenschaftlicher Möglichkeiten“.[160] Im selben Jahr erschien auch, ebenfalls in zwei Teilen, Frankenstein, wie er wirklich war von Jack Smight, mit Michael Sarrazin als das Monster.
- Der italienische Film Frankenstein ’80 von Mario Mancicini zeigt lediglich ein klamaukartiges Horrorspektakel.[161]
- Der britische Fernsehfilm Frankenstein (deutscher Titel: Seelenlos – Ein Mann spielt Gott) erschien 1984. Die Hauptrollen in dem 81-minütigem Fernsehspiel wurden mit Robert Powell und Carrie Fisher besetzt.[162]
- Im Jahr 1994 kommt schließlich der Film Mary Shelley’s Frankenstein mit Robert De Niro als Kreatur in die Kinos, der sich damit Legitimation verleiht, die Geschichte erstmals dicht an der literarischen Vorlage filmisch aufzubereiten. Trotz einiger deutlicher Abweichungen kann der Film vor dieser Selbsteinschätzung im Wesentlichen standhalten. Regie führte Kenneth Branagh, der auch die Rolle des Viktor Frankenstein übernahm.
Auf der Grundlage von Shelleys Frankenstein entstand 2004 eine weitere filmische Adaption als 204-minütige Fernsehserie unter dem deutschen Titel Die Kreatur – Gehasst und gejagt von Kevin Connor.
Unter dem Titel Victor Frankenstein – Genie und Wahnsinn erschien 2015 eine weitere Filmadaption, die sich zwar in Grundzügen an der Romanvorlage orientiert, allerdings in vielen Punkten von dieser abweicht. So wird, bis auf seinen Vater, Frankensteins Familie nicht weiter erwähnt. Auch hat er keine Verlobte bzw. Ehefrau, die Handlung wurde außerdem nach London verlagert. Die ebenfalls nicht im Roman vorkommende Figur des verkrüppelten Gehilfen Igor spielt hier außerdem eine zentrale Rolle. Der Humunkulus wird, wie auch schon im Kinofilm von 1994, mittels Elektrizität zum Leben erweckt. Die Hauptrollen übernahmen James McAvoy (Frankenstein) und Daniel Radcliffe (Igor), Regie führte Paul McGuigan.
- Die Entstehung des Buches (siehe Abschnitt: Inspiration und Entstehung) diente Ken Russell als Vorlage für seinen Film Gothic.

Weitere Filme und Serien in unüberschaubarer Zahl bedienen sich zudem der von Mary Shelley geschaffenen Figuren der Kreatur und des Dr. Frankenstein, ohne mit dem Roman selbst noch viel zu tun zu haben. (Für einen kleinen Überblick siehe auch die Kategorie Film über Frankenstein.):
- Zu erwähnen ist hier etwa die amerikanische Fernsehserie aus den 60er Jahren The Munsters. Hier wird im Familienoberhaupt Herman Munster die (Film-)Figur von Frankensteins Monster in Form einer Persiflage adaptiert und – moralisch gesehen – ins Positiv-Ironische gewendet.
- Frankenstein Junior (Originaltitel: Young Frankenstein) ist eine Komödie des auf Filmparodien spezialisierten Regisseurs Mel Brooks aus dem Jahr 1974. Der Film parodiert Horrorfilme der 1930er-Jahre. So wurde der Film in Schwarz-Weiß gedreht; die Originalkulisse aus der Frankenstein-Verfilmung von 1931 diente als Drehort für die Laborszenen. Am 8. November 2007 hatte am Broadway eine von Mel Brooks geschriebene Musical-Version von „Frankenstein Junior“ Premiere.
- In dem Horrorfilm Monster Busters von 1987 unterstützt das liebenswürdige und hilfsbereite Frankenstein-Monster eine Gruppe Jugendlicher, eine von Graf Dracula angeführte Monsterbande zu besiegen; dabei freundet sich Frankensteins Monster mit einem kleinen Mädchen an.
- Im Jahr 1990 adaptierte der Produzent und Regisseur Roger Corman den Roman Frankenstein Unbound von Brian Aldiss unter dem Titel Roger Cormans Frankenstein: ein von John Hurt gespielter Wissenschaftler aus dem Jahr 2031 landet durch einen Unfall in der Schweiz des 19. Jahrhunderts, wo dieser auf Dr. Frankenstein, dessen Monster und die junge Autorin Mary Shelley trifft.
- Im Jahr 2004 wurde der Film Van Helsing gedreht, in dem Dr. Frankenstein und das Monster wichtige Nebenpersonen sind.
Ebenso greift der 2008 erschienene Animationsfilm Igor von Regisseur Tony Leondis den Frankenstein-Stoff auf, in dem Trickfilm erschafft der bucklige Gehilfe Igor ein weibliches Monstrum, das jedoch nett und liebenswert ist.
- 2015 setzte Bernard Rose die Handlung seines Films Frankenstein – Das Experiment in die Neuzeit.
- Motive des Frankenstein-Mythos variieren die beiden Serien Penny Dreadful (2014 bis 2016) und The Frankenstein Chronicles (2015 bis 2017).

Über die genannten Verfilmungen hinaus fand der Name Frankenstein als allgemeiner Inbegriff des Gruseligen Eingang in Liedtexte (z. B. Feed My Frankenstein von Alice Cooper) und andere Filme.

#### Abweichungen von der Romanvorlage
- Wiewohl die Bezeichnung Frankensteins Monster oder Unhold ausgehend von der literarischen Vorlage die passende wäre, bürgerte sich im Zuge der zahlreichen Filme auch für die Kreatur selbst der Name Frankenstein ein – eine Verschiebung, die von den Filmen nach Whales Erfolgsfilm weitergeführt wurde: Dort taucht der Name mithin bereits im Titel als Synonym für die Kreatur selbst auf (so auch: Frankenstein trifft den Wolfsmenschen von 1943).

- Für die erste Tonfilmfassung setzte man dem Monster große Stromanschlüsse seitlich in den Hals. Außerdem versah man es mit wulstigen Narben, überbreiten Schultern, Plateauschuhen und einem abgeplatteten Kopf mit hoher Stirn. Dieses Aussehen, das sich nicht mit den Beschreibungen der Romanvorlage deckt, sollte dem Monster auch in Schwarz-weiß eine unheimliche, unnatürliche Anmutung verleihen.
- In der Buchvorlage fällt zwar in der schicksalhaften Novembernacht Regen, jedoch wird nicht näher beschrieben, wie Victor Frankenstein die Kreatur tatsächlich zum Leben erweckt. Die bekannten mächtigen Blitze samt langer Blitzableiter, zusammen mit den Lichtbogen überschlagender Elektrizität, sind daher wohl in erster Linie filmische Effekthascherei, im Hinblick auf die „Froschschenkelexperimente“ jedoch einigermaßen nachvollziehbar.
- Den vielgeliebten und -zitierten Ausruf „Es lebt! Es lebt!“ schrie Henry Frankenstein (Namensänderung) erst 1931 im Film Frankenstein. Im Buch ist Victor Frankenstein jedoch quasi „sprachlos“ vom „Erfolg“ seiner Bemühungen. Es folgt kein Triumph, sondern nacktes Entsetzen.
- Frankensteins unheimlicher Gehilfe ist ebenfalls eine Erfindung der Filmindustrie. In der Verfilmung von 1931 spielte Dwight Frye den buckligen Gehilfen Fritz, der im Laufe der Handlung vom Monster ermordet wird. In Frankensteins Sohn, dem dritten Teil der Reihe, kehrte die Figur unter dem Namen Ygor zurück, gespielt von Bela Lugosi. Im Gegensatz zu Fritz wurde Ygor allerdings wegen Grabschänderei zum Tode verurteilt und gehängt, überlebte die Hinrichtung mit gebrochenem Rückgrat und erhielt dadurch seinen bezeichnenden Buckel, weshalb davon auszugehen ist, dass Fritz und Ygor unterschiedliche Gehilfen Frankensteins sind. Im Roman arbeitete Viktor Frankenstein vollkommen allein an seinem Projekt.
- Victor Frankenstein hatte keine Geliebte, seine Frau wurde noch in der Hochzeitsnacht ermordet. Es existieren daher keinerlei Nachkommen von ihm. Ernest Frankenstein, sein jüngerer Bruder, ist der einzige Überlebende der Familie. Auch dessen Nachkommen hätten kein Wesen erschaffen können, da sämtliche Aufzeichnungen über Victors Methode vernichtet wurden.
- Alphonse Frankenstein, der Vater Victors, war Ratsherr und bekleidete mehrere öffentliche Ämter (genauso wie seine Vorfahren). Weder er noch seine Söhne waren Barone, Fürsten oder sonstige Adelige.
- Victor Frankenstein arbeitete an seiner Kreatur in einer Kammer seines Hauses mitten in Ingolstadt. Da dieses Gebäude nicht näher beschrieben wird, kann man davon ausgehen, dass es sich nicht wesentlich von all den anderen Häusern in seiner Umgebung unterschied. Die in den Filmen so gerne gezeigten Burgen und großartigen Gemäuer (intakt oder halb verfallen), meist hoch über einer Stadt thronend oder mitten in der Wildnis, sind demnach frei erfunden.
- Victor Frankenstein studierte in Ingolstadt Naturwissenschaften, insbesondere Chemie, Mathematik und Anatomie, später auch Orientalistik. Ob er tatsächlich Arzt/Mediziner werden wollte und/oder den Titel Doktor erlangte, wird im Roman nicht erwähnt; es entsteht allerdings der Eindruck, dass er seine Studien nie formal abgeschlossen hat.
- Im Roman erwähnt Victor, dass er Materialien vom Schlachter erhielt (faules Fleisch). Mehr erfährt man nicht. Die Vorstellung der Grabplünderung und die Verwendung menschlicher Leichen kam erst später auf. Auch in der Verfilmung 1931 wird gesagt, dass der Körper der Kreatur niemals gelebt hat, also künstlich erstellt wurde.

### Roman von Dean Koontz
Am 25. Januar 2005 erschien der erste Band von Frankenstein, im Originaltitel „Prodigal Son“, in den USA. Ursprünglich sollte Dean Koontz ein Drehbuch für eine Fernsehserie schreiben, die Mary Shelleys Frankenstein neu aufarbeitet. Jedoch entschloss sich Koontz, als die Macher Veränderungen an seiner Geschichte beschlossen, aus dem Projekt auszusteigen und das Drehbuch als Roman zu veröffentlichen. In der Serie ist die Geschichte in die jetzige Zeitepoche verlegt, wobei Viktor von Frankenstein deutlich negativer dargestellt wird als im Ursprungsroman. Inzwischen erschienen die weiteren Bände „City of Night“, „Dead and Alive“, „Lost Souls“, und „The Dead Town“.
Marcus Nispel verfilmte das erste Buch als 88-minütige Pilotfolge einer nicht realisierten Fernsehserie, veröffentlicht unter dem deutschen Titel Frankenstein – Auf der Jagd nach seinem Schöpfer.

### Theater und Oper
- Der Ventriloquist, Puppenspieler und Spezialeffektkünstler Phil Nichols führt bei der im Oktober 2012 anlaufenden Theater-Adaption im Country Playhouse in Houston, Texas die Regie.[163] Daneben inszeniert er zudem mit The Sick and Twisted Tale of Frankenstein: The Undying Monster, eine Spielfilmumsetzung.[164]
- Das Royal National Theatre in London zeigte eine Theater-Version,[165] die bis 2. Mai 2011 aufgeführt wurde. Das Stück wurde von Nick Dear geschrieben, Regie führte Danny Boyle. Jonny Lee Miller und Benedict Cumberbatch spielten die Rollen des Victor Frankensteins und der Kreatur, wobei sie sich pro Spieltag abwechselten. Am 17. und 24. März wurden Live-Aufführungen in Kinosäle übertragen.
- Auch als Oper wurde der Stoff bereits mehrfach auf die Bühne gebracht. Musikalische Fassungen gibt es beispielsweise von Gordon Kampe (UA: Berlin, 2018)[166], Jan Dvorak (UA: Hamburg, 2018)[167] oder Mark Grey (Frankenstein, UA: Brüssel, 2019).[168]
- Am 9. Jänner 2025 wurde die von Bruno Max geschriebene und inszenierte Bühnenfassung Frankenstein vom Theaterensemble Theater zum Fürchten im Scala-Theater in Wien uraufgeführt.[169]

### Computerspiel
Frankenstein – through the eyes of the monster ist ein von der Firma Interplay im Jahr 1996 entwickeltes Computerspiel, das in erster Linie die Geschichte „durch die Augen des Monsters“ erzählt: Der Protagonist erwacht, nach Vollstreckung seines Todesurteils und der darauffolgenden Wiederbelebung durch Victor Frankenstein, in dem Labor einer verlassenen Burg. Er erfährt über die dunklen Machenschaften Richter Rothebuschs und des Doktors, der durch Maschinen und Leichenteile Tote zum Leben erweckt. Im Laufe des Spiels trifft er auf Sarah, die ihm bei der Flucht helfen möchte. Das Spiel nimmt kaum Bezug auf die Romanvorlage. Da die Geschichte mit der Wiederbelebung des Monsters beginnt und mit der Flucht Victor Frankensteins endet, ist es als dessen Vorerzählung zu sehen, die die Situation des Monsters intensiver zu erklären versucht.

### Kunstrezeption
Konzeptionskunstwerk THIS THIS MONSTER THIS THINGS von Giorgio Sadotti

## Ausgaben (Auswahl)

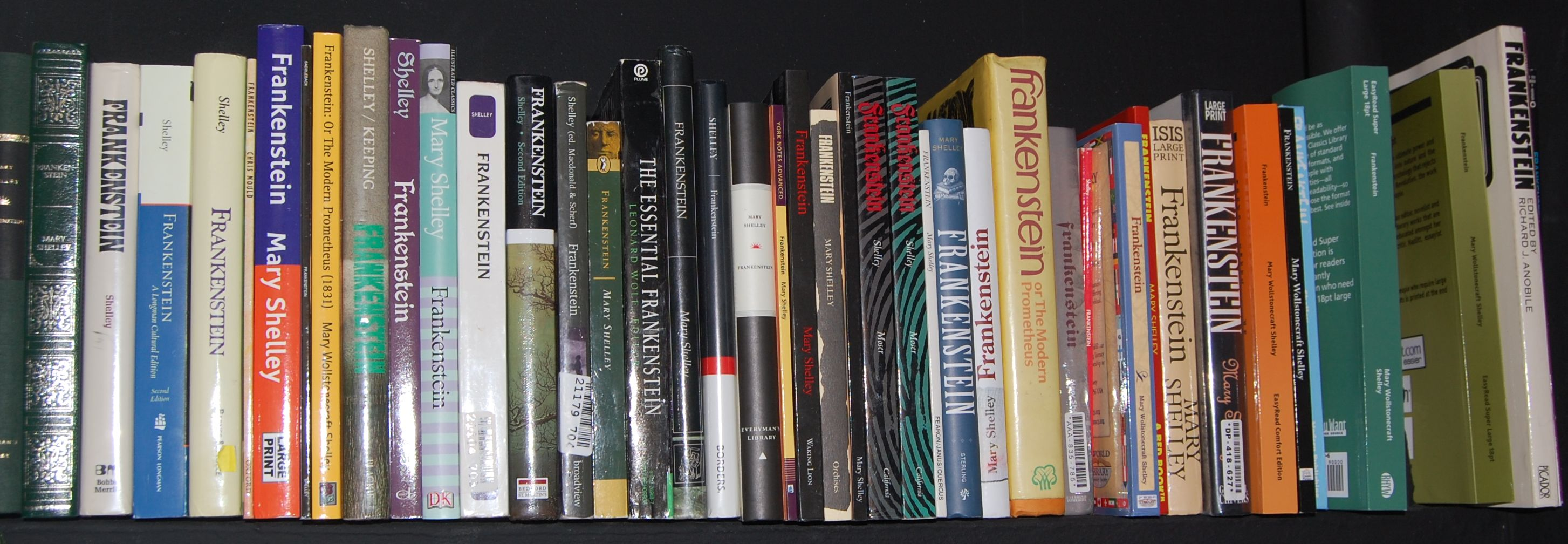
Verschiedene Ausgaben im Regal. – This Monster This Things, Giorgio Sadotti, Ikon Gallery, Birmingham (2013).

- Frankenstein; Or, The Modern Prometheus. Lackington, Hughes, Harding, Mavor, & Jones, London 1818
- Mary Shelley: Frankenstein oder der Moderne Prometheus – Die Urfassung 1818 – Roman. Aus dem Englischen übersetzt und in neuer Überarbeitung herausgegeben von Alexander Pechmann, mit einem Nachwort von Georg Klein. Manesse, München 2017, ISBN 978-3-7175-2370-3.
- Mary Shelley: Frankenstein oder Der moderne Prometheus. Hrsg.: Alexander Pechmann. dtv, München 2013, ISBN 978-3-423-14184-0.
- Mary Shelley: Frankenstein or The Modern Prometheus. Hrsg.: Andreas Gaile. Reclam, Ditzingen 2013, ISBN 978-3-15-019838-4 (Annotierte originalsprachliche Ausgabe mit Nachwort des Herausgebers).
- Mary Shelley: Frankenstein oder der neue Prometheus. Roman. Anaconda, Köln 2009, ISBN 978-3-86647-376-8 (englisch: Frankenstein or the modern Prometheus. Übersetzt von Friedrich Polakovics).
- Mary Shelley: Frankenstein. Fischer Taschenbuch Verlag, Frankfurt am Main 2009, ISBN 978-3-596-90187-6.
- Mary Shelley: Frankenstein. In: Maren Bonacker (Hrsg.): Mitternachtsbibliothek. Arena, Würzburg 2008, ISBN 978-3-401-06113-9 (englisch: Frankenstein or the modern Prometheus. Übersetzt von Friedrich Polakovics, Lizenz Hanser Verlag, München / Wien).
- Mary Shelley: Frankenstein. Arena, Erftstadt 2006, ISBN 3-89996-836-0 (deutsche Übersetzung: Hanser, München/Wien 1970).
- Mary Shelley: Frankenstein. Aus dem Englischen übersetzt von Christian Barth. Heyne, München 1995. ISBN 978-3-453-08242-7
- Mary Shelley: Frankenstein oder Der moderne Prometheus. Aus dem Englischen übersetzt von Ursula und Christian Grawe. Anmerkungen und Nachwort von Christian Grawe. Reclam, Stuttgart 1986. Neuausgabe im ECON Taschenbuch Verlag, Reihe Unterhaltung – Filmbuch, Düsseldorf 1994. ISBN 3-612-27159-8

Shelleys Roman wurde weltweit in viele Sprachen übersetzt, ins Deutsche zehnmal:
Heinz Widtmann, Elisabette Lacroix, Christian Barth, Karl Bruno Leder und Gert Leetz, Friedrich Polakovics, Ralph Tegtmeier, Ursula von Wiese, Christian und Ursula Grawe, Franz Schrapfeneder, Alexander Pechmann